# Левый антисемитизм
Примеры акций с антиизраильской риторикой, упоминаемых в контексте левого антисемитизма
Левый антисемитизм — термин, используемый для описания форм антисемитизма, встречающихся на левом фланге политического спектра. Обычно им обозначают враждебность к евреям или еврейским общинам, исходящую из идеологий, традиционно считающихся левыми, включая социализм, коммунизм, антиколониализм и прогрессивизм. В наиболее радикальных проявлениях выражается в отрицании Холокоста, призывах к уничтожению Израиля, а также в трактовке сионизма как колониализма. Термин является предметом научных и общественных дискуссий, в которых исследователи пытаются различить правомерную критику политики Израиля и проявления антисемитизма.
После террористической атаки ХАМАС на Израиль 7 октября 2023 года и последовавшей войны в Газе исследователи и правозащитные организации фиксируют резкий рост антисемитских проявлений в риторике левых и прогрессивных движений. Особое внимание обращают на тенденцию представлять боевиков ХАМАС как «жертв колониализма», что сопровождается оправданием насилия и демонизацией Израиля. Эти нарративы нередко описываются как форма левого антисемитизма, маскирующаяся под антиколониализм и антисионизм. В европейских странах после 7 октября 2023 года прошли многотысячные пропалестинские митинги, на которых звучали призывы к уничтожению Израиля и антисемитские лозунги, включая угрозы в адрес еврейских общин Европы. При этом правительства некоторых стран, в частности Испании и Ирландии, подверглись критике за риторику и решения, которые, по мнению исследователей, способствуют росту антисемитизма.

## Термин и определение
Термин левый антисемитизм как устойчивое словосочетание впервые начал активно употребляться в конце XX века для анализа новых форм антисемитизма, которые проявлялись в левом политическом дискурсе. В англоязычной публицистике он стал заметным в 1970-80‑е годы, особенно после событий 1967 и 1973 годов, когда часть левых движений начала рассматривать Израиль как империалистическую или колониалистскую силу. В научной литературе понятие системно закрепилось благодаря исследованиям британского специалиста в области левого антисемитизма Дэйва Рича The Left’s Jewish Problem (2016), британского социолога Дэвида Хирша в области изучения антисемитизма Contemporary Left Antisemitism (2017), британского социолога Роберта Файна и профессора в области изучения Холокоста Филиппа Спенсера Antisemitism and the Left: On the Return of the Jewish Question (2017) из каталога Библиотеки Конгресса США.
Исследователи подчёркивают, что термин не имеет единого строго академического определения и остаётся предметом научных и общественных дискуссий. Сторонники концепции утверждают, что левый антисемитизм проявляется в систематическом применении двойных стандартов к Израилю, демонизации сионизма и отрицании права евреев на национальное самоопределение, нередко маскируясь под антиколониализм и антиимпериализм. Критики концепции утверждают, что этот термин используется для дискредитации любой критики политики Израиля и подавления солидарности с палестинцами.
Активизация употребления термина особенно заметна в конце XX — начале XXI века на фоне обострения ближневосточного конфликта, Второй интифады и появления глобальных кампаний бойкота Израиля (BDS). Эти процессы способствовали росту риторики, которая критикует Израиль как государство и отрицает его легитимность, что, по мнению ряда исследователей и еврейских организаций, представляет собой современную форму антисемитизма.
В эпоху построения новых форм левого антисемитизма интеллектуалы, такие как австрийский писатель и мыслитель Жан Амери, писали, что антисионизм выставляется как морально «добродетельный», но скрывает старые антисемитские клише. Амери вводит понятие «добродетельного антисемитизма» (virtuous antisemitism), когда под видом борьбы с колониализмом оправдывается ненависть к евреям. Филипп Спенсер и Роберт Файн в сборнике Antisemitism and the Left анализируют, как критика Израиля часто сопрягается с интеллектуальной риторикой, маскирующей враждебность к евреям.
Исследователи предлагают различные определения и критерии левого антисемитизма. Например, британский социолог Дэвид Хирш описывает его как форму «расистского антиизраилизма», который отрицает право евреев на коллективное самоопределение, а также вводит понятие «формулировка Ливингстона» (The Livingstone Formulation), подразумевающее тактику защиты от обвинений в антисемитизме путём использования контробвинений в разыгрывании антисемитской карты с целью делегитимации критики в отношении политики Государства Израиль, названное в честь неоднократно использовавшего эту тактику представителя левого крыла Лейбористской партии Кена Ливингстона. Книга Israelophobia: The Newest Version of the Oldest Hatred and What to Do About It (2023) авторства Джейка Уоллиса Саймонса, обсуждает левый антисемитизм, рассматривая его как одну из форм современного антисемитизма, замаскированного под антисионизм или критику Израиля. Она напрямую связывает «израилефобию» — термин, придуманный автором для обозначения ненависти к Израилю, — с левыми идеологиями, утверждая, что такая риторика часто переходит в антисемитские стереотипы и демонизацию евреев. Джейк Уоллис Саймонс описывает это как «новую версию древней ненависти», связывая её с левыми движениями, включая активизм в медиа, университетах и социальных движениях.
Также интеллектуалы обращают внимание, что левый антисемитизм часто проявляется через пересказ историй Холокоста: язык привилегий используется, но отказ обсуждать еврейскую травму встречает сопротивление. Книга Рэйчел Шаби Off‑White подчёркивает, что левый дискурс склонен минимизировать антисемитизм, подменяя опыт евреев универсальными понятиями угнетения. Бенджамин Гинсберг в The New American Anti‑Semitism предупреждает, что антиизраильские позиции и «воукизм» порождают новые формы антисемитизма внутри леворасположенных сообществ.

## История концепции

### XIX—XX век

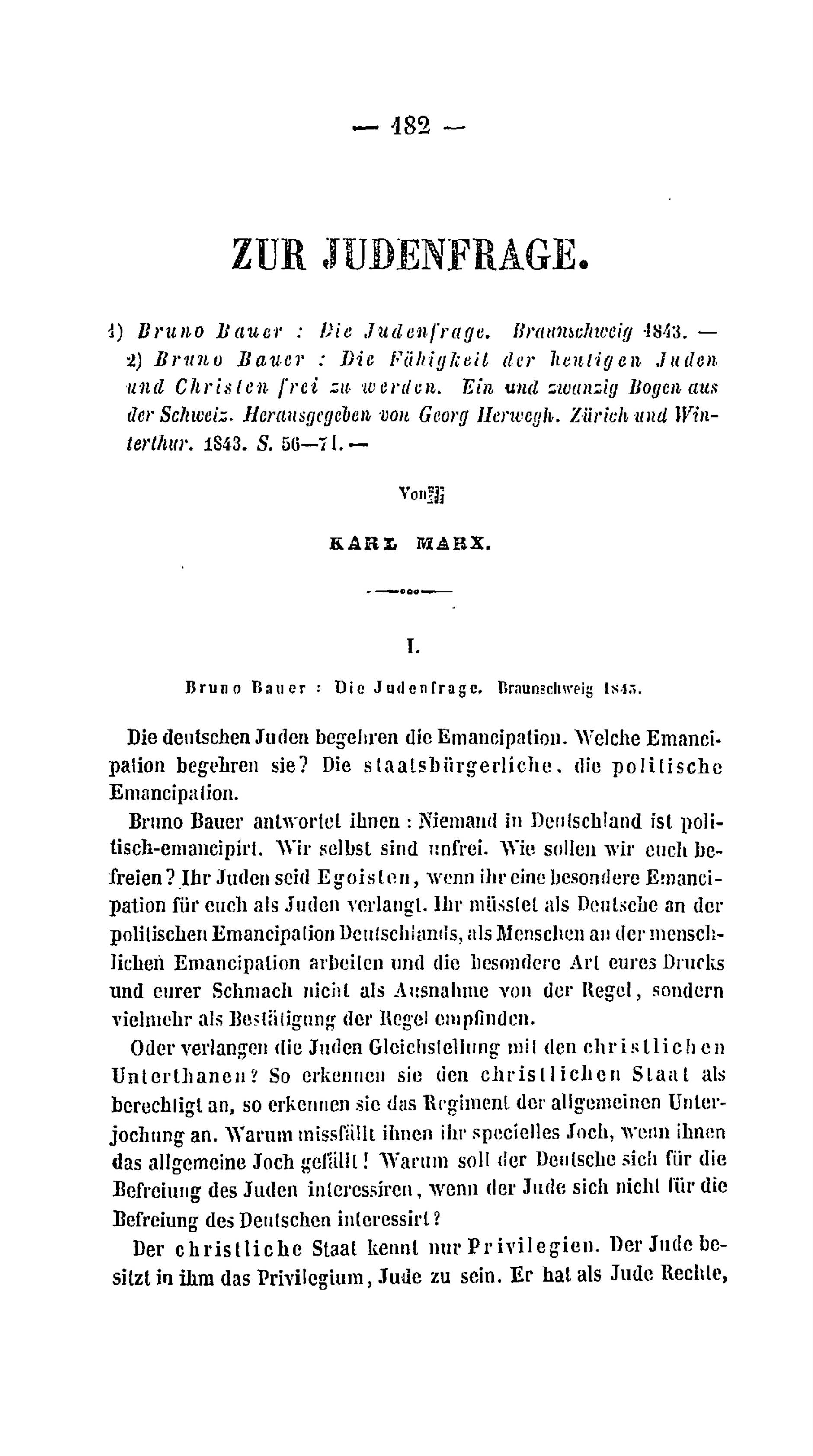
Работа Карла Маркса «К еврейскому вопросу», где впервые прослеживаются элементы левого антисемитизма

Некоторые элементы левого антисемитизма прослеживаются уже в XIX веке, когда часть социалистов и анархистов критиковала «еврейский капитал» и связывала еврейские предпринимательские круги с эксплуатацией рабочего класса. Израильский историк политической философии Шломо Авинери подробно анализирует марксовскую критику, включая знаменитую работу «К еврейскому вопросу», где Карл Маркс использует образ «еврейского капитала» как символ алчности и эксплуатации. При этом в лексике Маркса сохранялись традиционные стереотипы, что впоследствии облегчило их использование в радикальной левой риторике.
Французский социалист и теоретик Пьер-Жозеф Прудон в частных записях и письмах 1840—1850-х годов призывал к изгнанию евреев и конфискации их имущества, описывая их как «паразитов» и «разложителей общества». Российский революционер Михаил Бакунин, несмотря на борьбу с национализмом в целом, обвинял евреев в «финансовом господстве» и «интригах», а также утверждал, что «еврейский народ» стремится к мировому влиянию через капитал.
Британский историк и писатель Пол Джонсон отмечает, что во второй половине XIX века европейский социализм нередко обвинял евреев в скупости и эксплуатации рабочего класса. Роберт Вистрих, заведующий кафедрой современной европейской и еврейской истории Еврейского университета в Иерусалиме, директор Международного центра Видала Сассуна по изучению антисемитизма (SICSA) исследовал немецкие и австрийские социал-демократические движения XIX века, которые зачастую использовали антисемитскую риторику против «еврейских капиталистов», несмотря на официальное осуждение антисемитизма как формы буржуазной пропаганды.
По данным Института исследований национальной безопасности (INSS), в этот же период в социалистической среде закрепилось представление о евреях как о символе финансовой олигархии, что способствовало восприятию антисемитизма как «антиклассовой борьбы». В ряде случаев эта риторика находила отражение и в США — в трудах ранних социалистов, публикациях левых рабочих газет и в позициях Коммунистической партии США, которая в начале XX века переняла из Советской России отрицательное отношение к сионизму, трактуя его как буржуазно-националистический проект и инструмент империализма. Эти мотивы впоследствии станут основой для антисионистской риторики Новых левых середины XX века.

### Послевоенный период
После Второй мировой войны и раскрытия масштабов Катастрофы европейского еврейства открыто выраженный антисемитизм оказался дискредитирован в общественном дискурсе большинства европейских стран. Однако на фоне деколонизации, Холодной войны и арабо-израильских конфликтов в левом политическом поле возникли новые формы антиизраильской риторики, которые исследователи связывают с левым антисемитизмом.
Если в первые годы существования государства Израиль многие левые воспринимали его как социалистический проект (кибуцы, государственное планирование, поддержка СССР в 1947—1948 годах), то после разрыва советско-израильских отношений и особенно после Шестидневной войны 1967 года восприятие резко изменилось. Израиль всё чаще рассматривался как союзник западного империализма и «колониальный проект» на Ближнем Востоке.
Эта риторика укрепилась в советской пропаганде, где сионизм характеризовался как форма расизма и колониализма. Как пишет Дэвид Хирш, «Израиль представляется как исключительно злое, колониальное, апартеидное государство, которое необходимо демонтировать». В 1975 году Генеральная Ассамблея ООН приняла резолюцию № 3379, приравнивающую сионизм к расизму, что отразило распространение подобного взгляда на международном уровне.
В 1960—1970-е годы в США и Западной Европе возникло движение «Новые левые» (англ. New Left), объединившее студенческие организации, радикальные профсоюзы, антивоенных активистов и сторонников антиколониальных движений. Первоначально сосредоточенная на борьбе против войны во Вьетнаме и за права афроамериканцев, «Новые левые» постепенно сделала палестинский вопрос частью своей идеологии.
После 1967 года в риторике «Новой левых» Израиль стал представляться как «поселенческо-колониальное» государство, а палестинцы — как угнетённый народ, ведущий борьбу за освобождение. По данным Института исследований национальной безопасности (INSS), именно активисты «Новых левых» сыграли ключевую роль в переносе антисионистской риторики в университетскую среду и в нормализации сравнений Израиля с апартеидной Южной Африкой или даже нацистской Германией.
В США представители «Новых левых», включая членов движения «Студенты за демократическое общество» (англ. Students for a Democratic Society), сотрудничали с чёрными националистическими движениями, такими как Партия самообороны «Чёрные Пантеры» (англ. Black Panther Party for Self-Defense), которые включали антиизраильские и антисемитские тезисы в свою повестку.
В Западной Европе ультралевые группы устанавливали связи с Организацией освобождения Палестины (ООП) и другими радикальными палестинскими структурами, что способствовало романтизации палестинского терроризма и его оправданию в логике «борьбы против колониализма». «Европейские ультралевые нередко романтизировали палестинский терроризм как героическое антиколониальное сопротивление» — пишет Роберт Вистрих в своей книге «Смертельная одержимость: антисемитизм — от древности до глобального джихада». Дэйв Рич отмечает: «Идея сионизма как колониального предприятия стала обыденной на крайне левом фланге, а Израиль изображался как поселенческо-колониальное государство, угнетающее коренное палестинское население». Данная риторика закрепилась в университетских и активистских кругах, что, по мнению исследователей, стало одним из источников формирования левого антисемитизма в послевоенный период.

### Современность

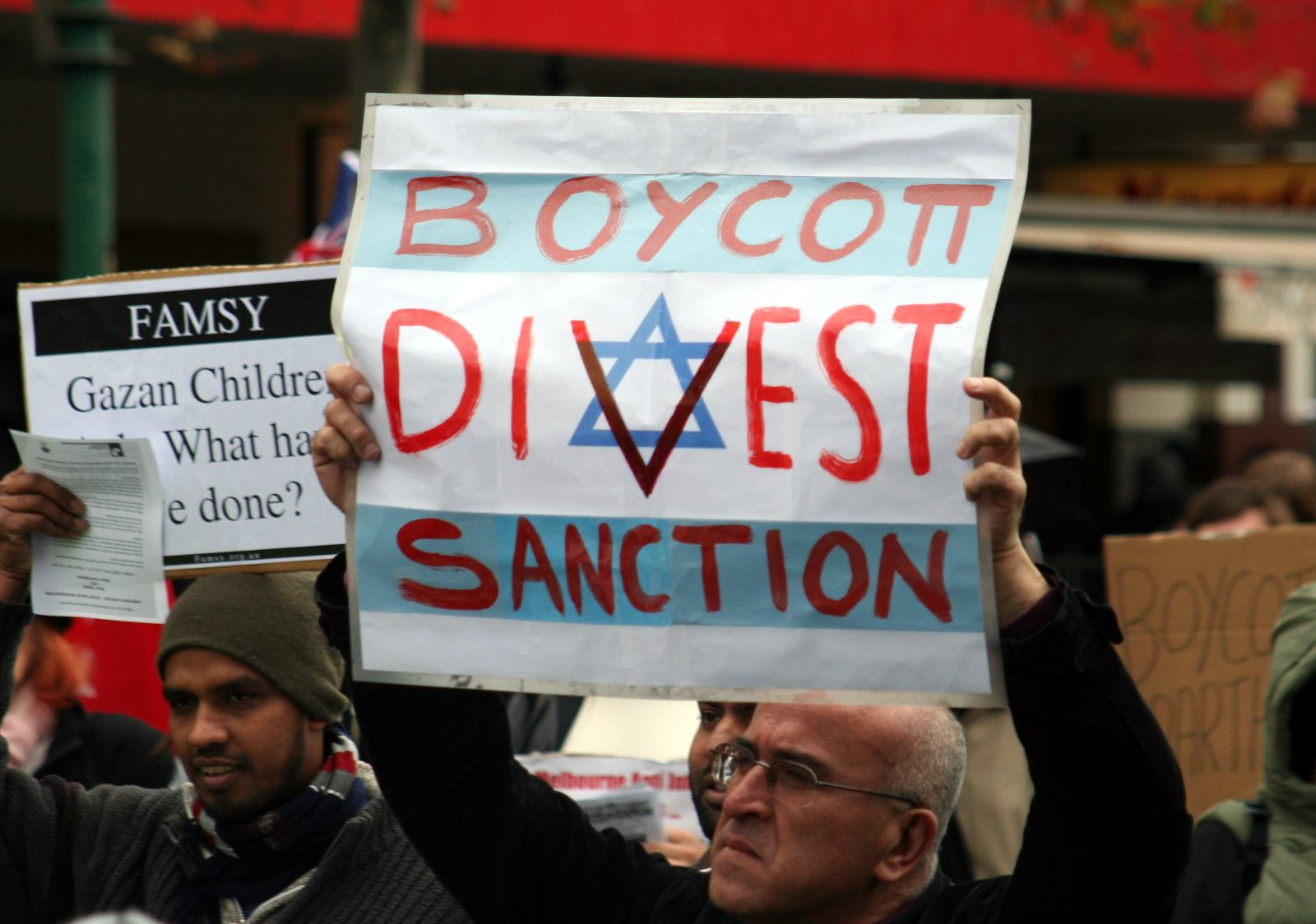
Глобальная политическая кампания движения BDS (Boycott, Divestment, Sanctions) как одна из форм левого антисемитизма

В XXI веке термин «левый антисемитизм» получил более широкое распространение на фоне усиления антиизраильской риторики и глобальных кампаний бойкота, таких как движение BDS (Boycott, Divestment, Sanctions). Эти кампании обвиняют Израиль в апартеиде и колониализме, призывают к изоляции страны в международных организациях и университетах. Подобная риторика, по мнению исследователей, нередко сопровождается демонизацией Израиля, применением двойных стандартов и отрицанием права евреев на национальное самоопределение, что рассматривается как признаки современного антисемитизма.
Важной точкой дискуссий стало принятие Международным альянсом в память о Холокосте (IHRA) рабочего определения антисемитизма, включающего примеры отрицания права Израиля на существование и сравнения его политики с нацистской Германией. Противники утверждают, что такое определение используется для подавления законной критики израильской политики и поддержки палестинских прав.
Особенно заметным стало усиление подобных проявлений после террористической атаки ХАМАС на Израиль 7 октября 2023 года и начала войны в Газе. Во многих странах Европы и мира прошли многотысячные пропалестинские митинги с призывами к уничтожению Израиля и антисемитскими лозунгами. Часть левых и прогрессивных активистов оправдывала насилие, изображая боевиков ХАМАС как «жертв колониализма» и игнорируя массовые убийства израильских мирных жителей. Эти события усилили дебаты о границах между правомерной критикой израильской политики и проявлениями антисемитизма в левом политическом дискурсе.

## Лозунги и нарративы

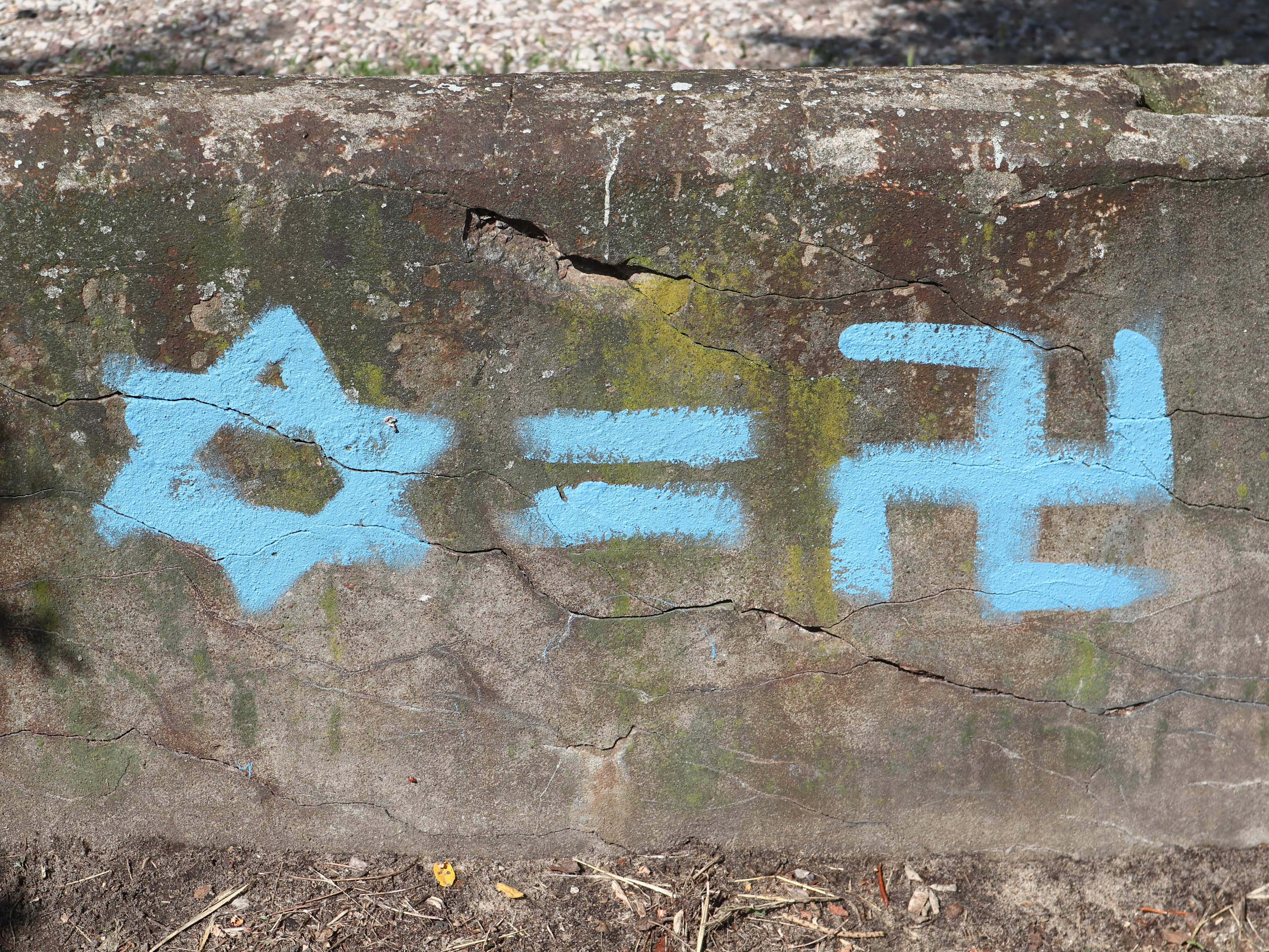
Граффити, сравнивающее евреев с нацистами, на стене на улице Ягеллоньска в Варшаве, как проявление левого антисемитизма

Одним из ключевых исследователей темы является британский социолог Дэвид Хирш, автор книги Contemporary Left Antisemitism (2017). Согласно его исследованию, современный левый антисемитизм во многом выражается через устойчивые лозунги и риторические фигуры:
«От реки до моря, Палестина будет свободной» (англ. From the River to the Sea, Palestine Will Be Free) — один из наиболее распространённых лозунгов на митингах, в том числе в университетской среде США и Европы. Его сторонники трактуют его как призыв к освобождению палестинцев, но критики указывают, что речь идёт об отрицании права Израиля на существование и фактически о призыве к ликвидации еврейского государства. Антидиффамационная лига (ADL) и ряд еврейских организаций классифицируют этот лозунг как антисемитский.
Обвинение Израиля в «апартеиде» — сравнение с режимом Южной Африки стало центральным элементом риторики BDS и левого активизма. Это обвинение активно используется в университетских кампаниях, декларациях профсоюзов и НПО. Исследователи отмечают, что такие аналогии сопровождаются делегитимизацией Израиля как государства и подменяют дискуссию о конкретной политике риторикой тотального осуждения.
Сравнение Израиля с нацистской Германией — одно из наиболее резонансных проявлений современного антисемитизма, которое заключается в противопоставлении Израиля евреям-жертвам Холокоста. По данным INSS, такие сравнения активно распространились в среде Новых левых и остаются частью радикального дискурса в XXI веке. Международный альянс в память о Холокосте (IHRA) приводит этот приём как пример современного антисемитизма.

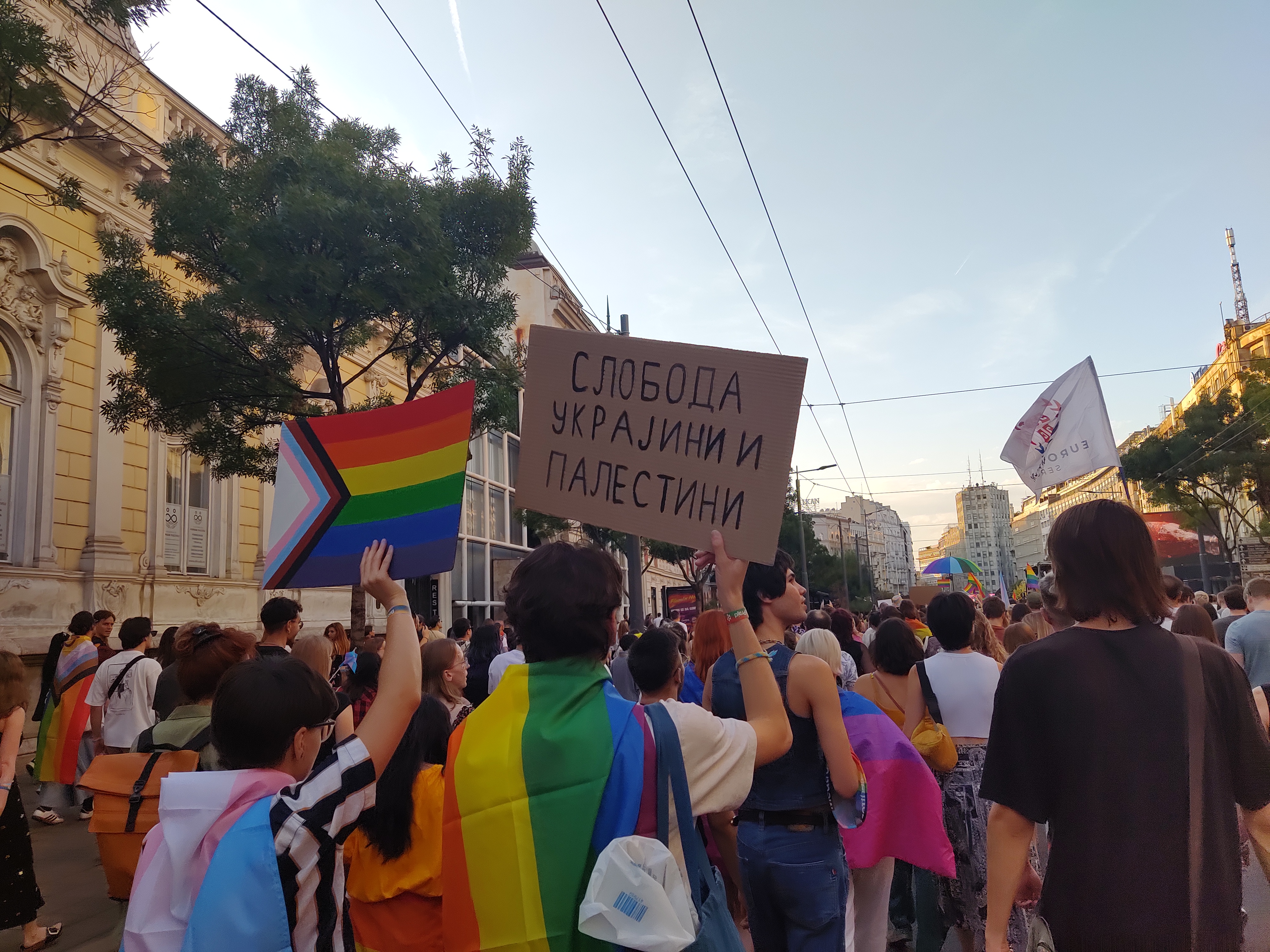
Лозунг «Свобода Украине и Палестине» на ЛГБТ-прайде в Белграде, 2024 год

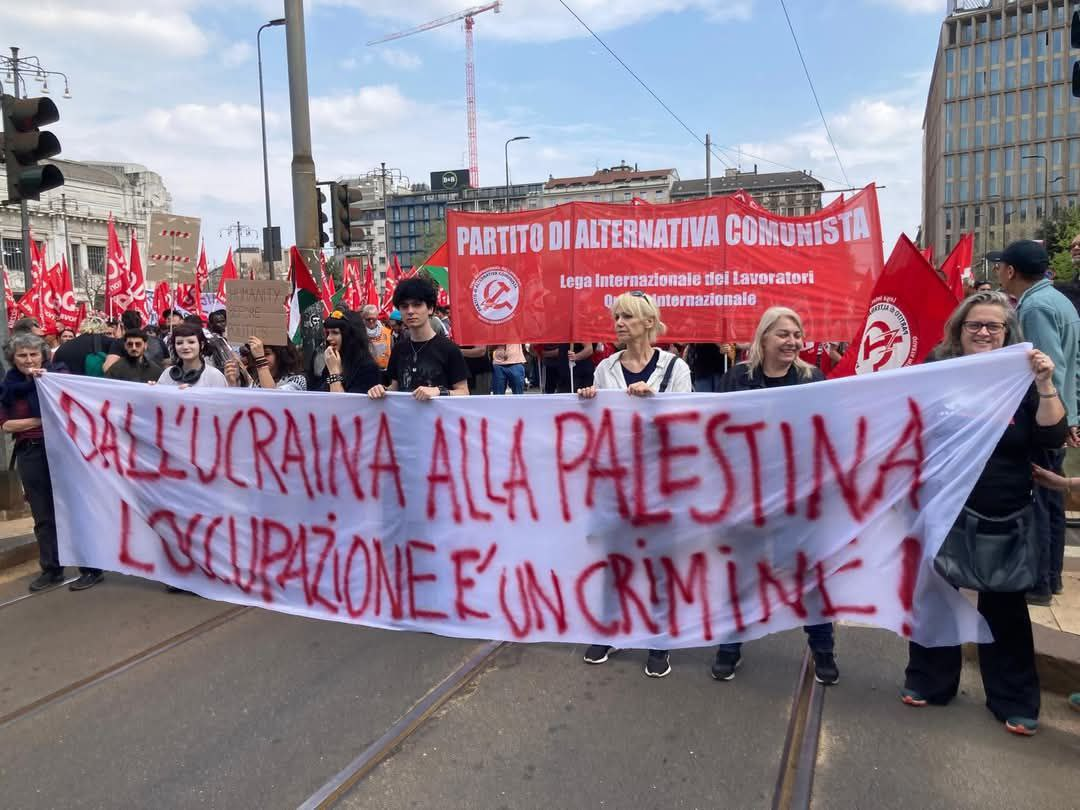
Итальянская секция Международной лиги трудящихся на митинге в поддержку Украины и Палестины

Приравнивание войны Израиля с ХАМАС к войне в Украине — в публичной риторике многих западных левых и прогрессивных активистов после начала полномасштабной войны России против Украины и особенно после вторжения ХАМАС в Израиль 7 октября 2023 года стала появляться практика связывать поддержку Украины и Палестины как часть единой «антиимпериалистической» борьбы. На митингах и в социальных сетях встречались лозунги вроде «From Ukraine to Palestine — Occupation is a Crime». Критики такой риторики подчёркивают принципиальное отличие между конфликтами: украинское сопротивление направлено против иностранного военного вторжения и оккупации, при этом украинские вооружённые силы не устраивали террористических атак и массовой резни мирных российских граждан. В противоположность этому, террористическая атака ХАМАС 7 октября 2023 года сопровождалась целенаправленным убийством мирных израильтян. По мнению аналитиков, приравнивание этих конфликтов упрощает и искажает их суть, что может рассматриваться как форма демонизации Израиля и проявление современного антисемитского нарратива. Так, организация StopAntisemitism заявила, что подобные посты «тривиализируют страдания украинцев, одновременно подвергая опасности еврейский народ через распространение обвинений и демонизацию Израиля». Израильская активистка Ноа Тишби назвала такие параллели «вредящими настоящим жертвам — украинцам — и разжигающими антиизраильские и антисемитские настроения». Канадская группа Hasbara Fellows отмечала, что «антиизраильские послания напрямую ведут к антисемитским атакам по всему миру».

## Распространение по странам

### Великобритания
Левый антисемитизм в Великобритании стал заметным явлением в XXI веке, особенно в период руководства Лейбористской партии Джереми Корбином (2015—2020), когда партия столкнулась с крупным скандалом из-за обвинений в антисемитизме. Этот кризис, подробно описанный в книге Дэйва Рича The Left’s Jewish Problem, привёл к оттоку еврейских избирателей и вызвал дискуссии о связи антисионизма с антисемитизмом в левых кругах.
После избрания Корбина лидером в 2015 году Лейбористская партия столкнулась с волной критики за неспособность эффективно реагировать на антисемитские инциденты среди членов, что привело к оттоку еврейских избирателей. В 2019 году Комиссия по равенству и правам человека (EHRC) начала расследование, которое в 2020 году установило, что партия нарушила Закон о равенстве 2010 года, допустив «незаконные акты преследования и дискриминации» в отношении евреев, включая 23 случая вмешательства офиса Корбина в расследования жалоб и использование антисемитских стереотипов, таких как обвинения в «фальшивых» жалобах. Корбин был отстранён в 2020 году после заявления, что масштабы антисемитизма были «значительно преувеличены» по политическим причинам, что вызвало протесты его сторонников, включая левые еврейские группы, такие как Jewish Voice for Labour (JVL), утверждавшие, что обвинения использовались для подавления критики Израиля.
После террористической атаки ХАМАС на Израиль 7 октября 2023 года в Великобритании, особенно в Лондоне, прошли массовые пропалестинские митинги, некоторые из которых сопровождались антисемитскими лозунгами, граффити на еврейских объектах и нападениями на студентов, что привело к росту антисемитских инцидентов на 147 % в 2023 году (4,103 случая) по данным Community Security Trust (CST).
С избранием Кира Стармера лидером Лейбористской партии в апреле 2020 года борьба с антисемитизмом стала приоритетом: он извинился перед еврейской общиной, внедрил рекомендации EHRC и отстранил Корбина и других членов, включая Ребекку Лонг-Бейли, за антисемитские высказывания. Эти меры вернули поддержку еврейских избирателей: в 2024 году около половины британских евреев проголосовали за лейбористов, по сравнению с 11 % в 2019 году. Однако под премьерством Стармера (с июля 2024 года) Великобритания ввела ограниченные санкции против Израиля, приостановив некоторые экспортные лицензии на вооружения в сентябре 2024 года в ответ на гуманитарный кризис в Газе, ставший ответом Израиля на вторжение боевиков ХАМАС 7 октября 2023 года, что вызвало критику произраильских групп и поддержку со стороны JVL, видящих в этом шаг к справедливости. Стармер настаивает, что его политика направлена на поддержку двухгосударственного решения и соблюдение международного права. Несмотря на прогресс, Jewish Labour Movement приветствует усилия Стармера, тогда как Labour Against Antisemitism и Джонатан Фридланд отмечают, что антисемитизм сохраняется в местных отделениях партии и среди сторонников BDS, а пропалестинские митинги продолжают усиливать напряжённость между произраильскими и пропалестинскими фракциями.

### Ирландия

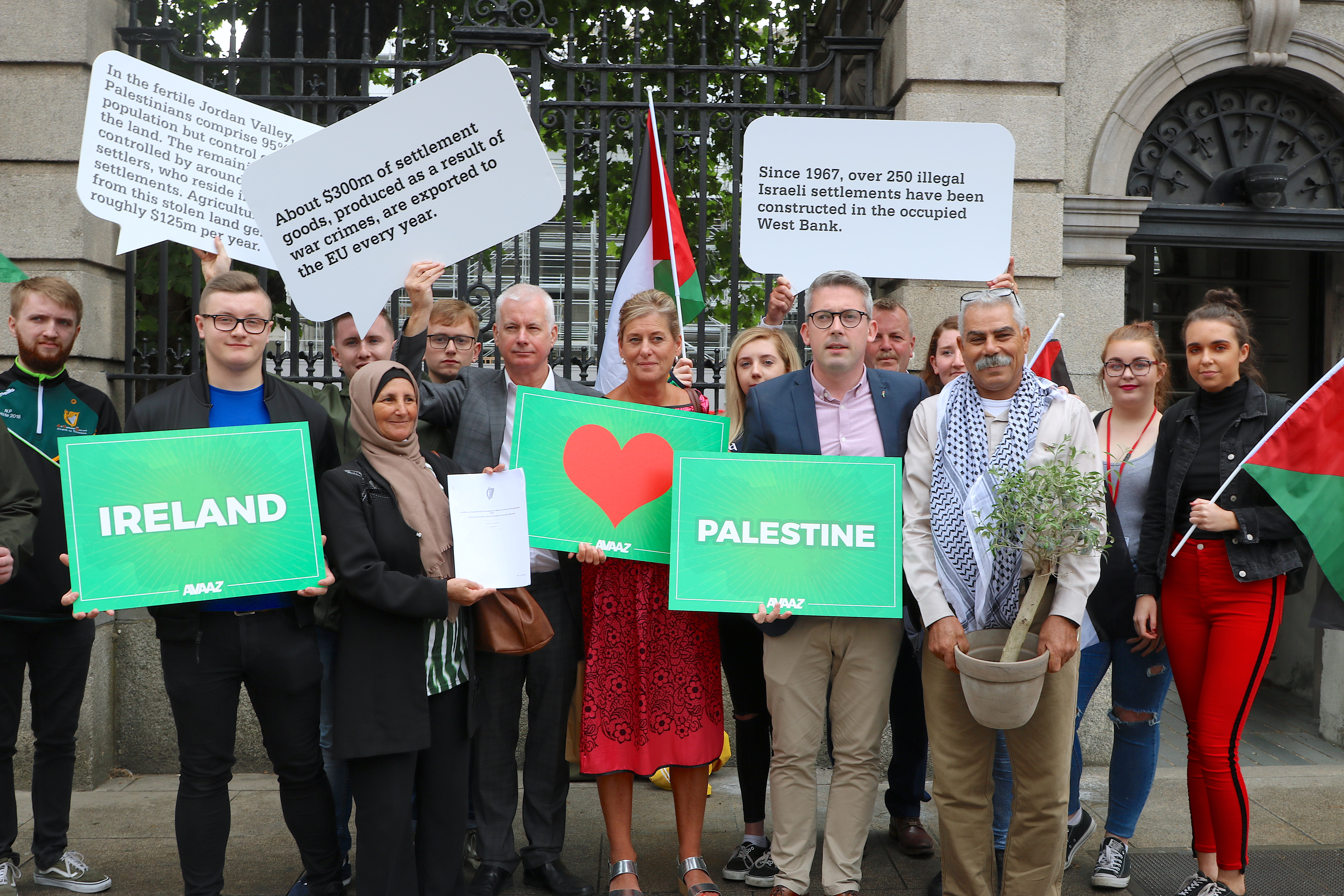
Пропалестинская акция левонационалистической партии «Шинн Фейн» в Дублине, 2017 год

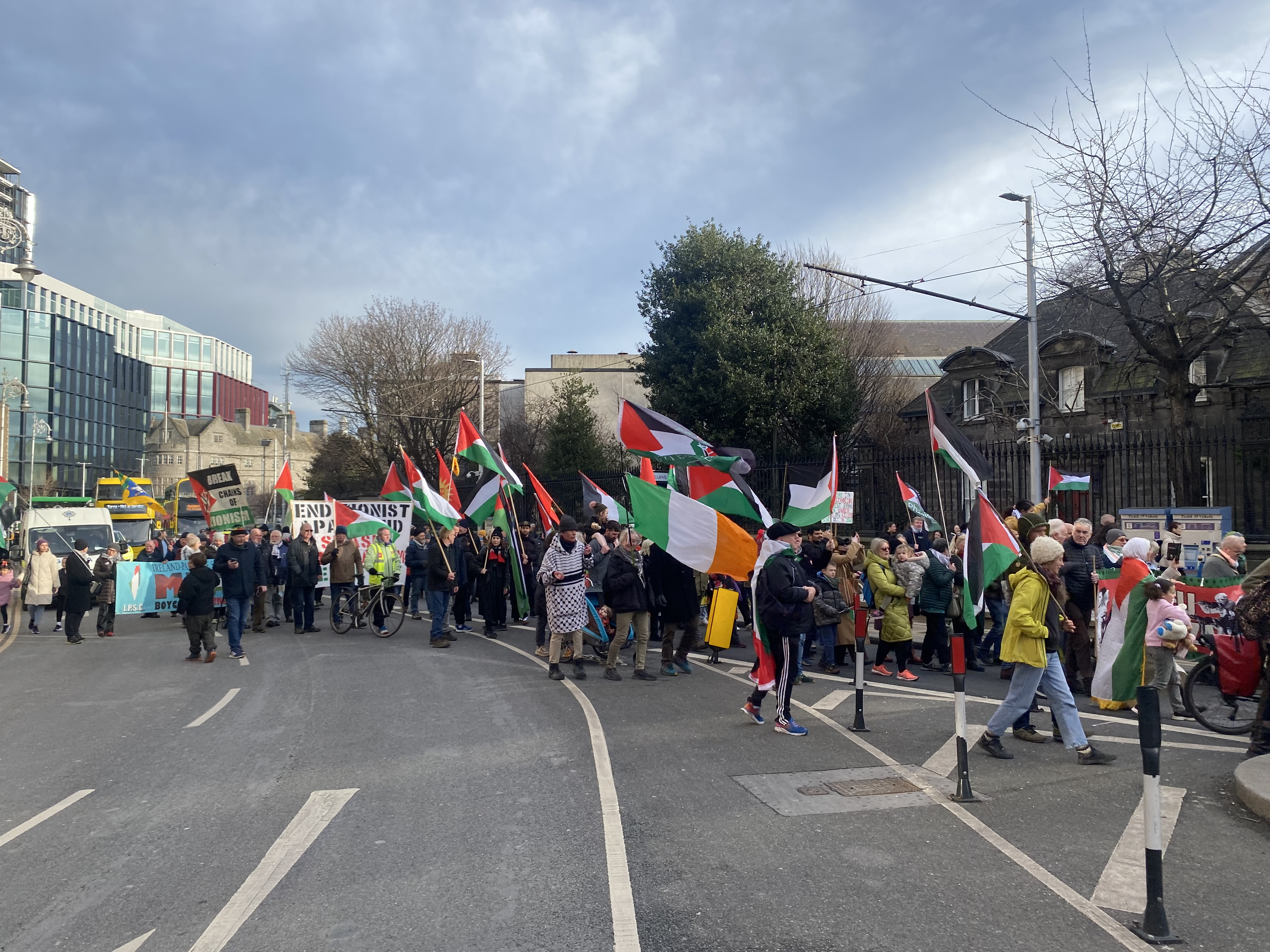
«Национальная демонстрация за Палестину» в Ирландии, январь 2025 года

В Ирландии левый антисемитизм часто связан с антисионистской риторикой, поддерживаемой левонационалистической партией Шинн Фейн и пропалестинскими движениями. Согласно отчёту Дэвида Коллиера (2021), антисемитские стереотипы нередко маскируются под критику Израиля, особенно в политике и академической среде.
После террористической атаки ХАМАС 7 октября 2023 года антисемитизм в Ирландии стал более явным, особенно в риторике «Шинн Фейн», которая поддерживает палестинский национализм, но, по мнению критиков, игнорирует право евреев на самоопределение. Ирландия занимает жёсткую антиизраильскую позицию в ЕС, поддерживая палестинские организации через UNRWA и осуждая Израиль за «оккупацию». В 2024 году Ирландия признала Палестину государством, что вызвало протест Израиля и отзыв посла из Дублина.
Массовые пропалестинские митинги в Ирландии после октября 2023 года сопровождались лозунгами, обвиняющими Израиль в геноциде, и оправданием насилия. Израильские дипломаты обвиняют ирландских политиков в разжигании антисемитизма через антиизраильскую риторику. В 2023 году комментарий премьер-министра о «найденном» ребёнке, освобождённом из плена ХАМАС, вызвал критику за игнорирование факта похищения.
Ирландия активно поддерживает движение BDS. В 2018 году Дублин стал первой европейской столицей, одобрившей BDS. В 2025 году парламент рассматривал законопроект, запрещающий торговлю с израильскими поселениями, что The Ireland Israel Alliance назвала антисемитским. Ирландские правозащитники считают закон защитой международного права. В декабре 2024 года Израиль закрыл посольство в Дублине, обвинив Ирландию в «крайне антиизраильской политике».

### Испания

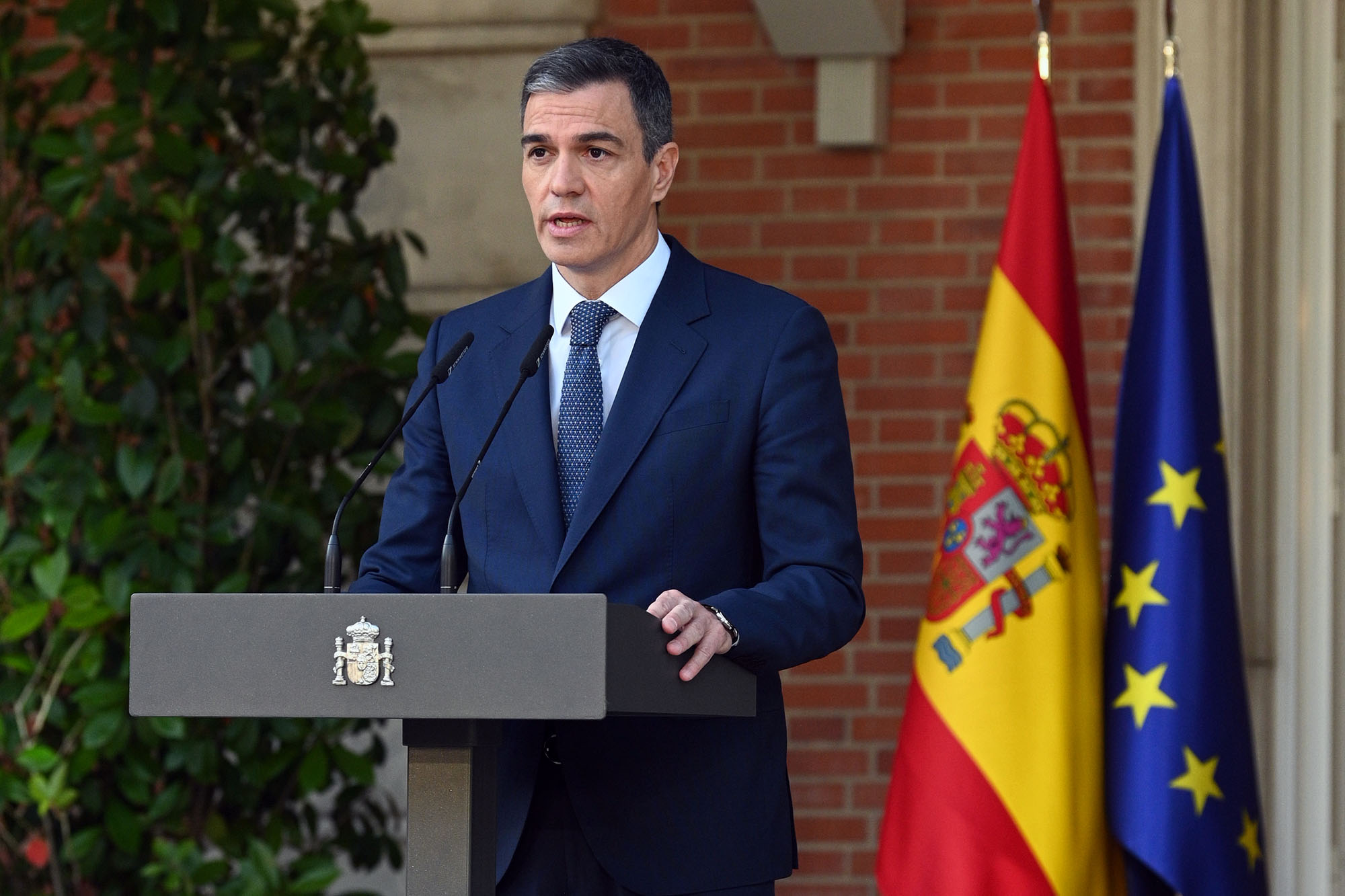
Генеральный секретарь Испанской социалистической рабочей партии и премьер-министр Испании Педро Санчес, которого считают главным противником Израиля в Европе, во время принятия институциональной декларации о признании государства Палестина, 28 мая 2024 года

В Испании левый антисемитизм тесно связан с антиизраильскими настроениями, поддерживаемыми левыми партиями, такими как Испанская социалистическая рабочая партия (PSOE) во главе с действующим премьер-министром Педро Санчесом, и радикальной партией «Подемос». Согласно отчёту 2011 года, Испания считается одной из самых антисемитских стран Европы, с 58,4 % опрошенных, полагающих, что «евреи контролируют экономику и СМИ».
Антисемитизм в Испании уходит корнями в изгнание евреев в 1492 году и католические предрассудки, которые в XX веке переплелись с левыми антисионистскими нарративами, особенно в период Второй интифады (2000—2005). Левые группы, включая «Подемос», поддерживают движение BDS. В 2018 году муниципалитет Сагунто, несмотря на судебные решения о неконституционности таких мер, объявил себя «зоной, свободной от израильского апартеида», поддержав BDS. Еврейские организации назвали такие действия антисемитскими.
На фоне эскалации конфликта после террористической атаки ХАМАС на Израиль 7 октября 2023 года в Испании участились антисемитские инциденты, включая осквернение синагог и нападения на еврейские магазины. В 2024 году зафиксировано 193 антисемитских инцидента, что на 321 % больше, чем в 2023 году, включая граффити, угрозы и нападения на еврейские объекты, что является самым высоким показателем антисемитизма за всю современную историю Испании. В 2025 году в Виго владелец ресторана выгнал израильских туристов с антисемитскими оскорблениями, что вызвало расследование. Еврейские организации связывают рост антисемитизма с риторикой левых, включая PSOE и «Подемос», тогда как их представители утверждают, что их действия направлены на защиту прав палестинцев.
В мае 2024 года Испания под руководством генерального секретаря Испанской социалистической рабочей партии Санчеса признала Палестину государством, что вызвало протесты Израиля и обвинения в антиизраильской политике. Педро Санчес называл действия Израиля после террористического нападения ХАМАС 7 октября 2023 года «геноцидом» и призывал ЕС приостановить соглашение с Израилем.

## Левый антисемитизм в университетских кампусах

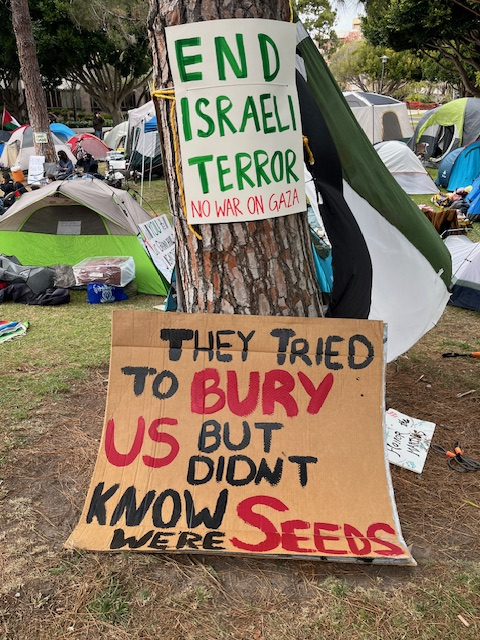
Антиизраильские лозунги во время пропалестинских протестов в университетских кампусах рассматриваются аналитиками как проявление левого антисемитизма. На фото — палаточный лагерь в Калифорнийском университете в Санта-Барбаре

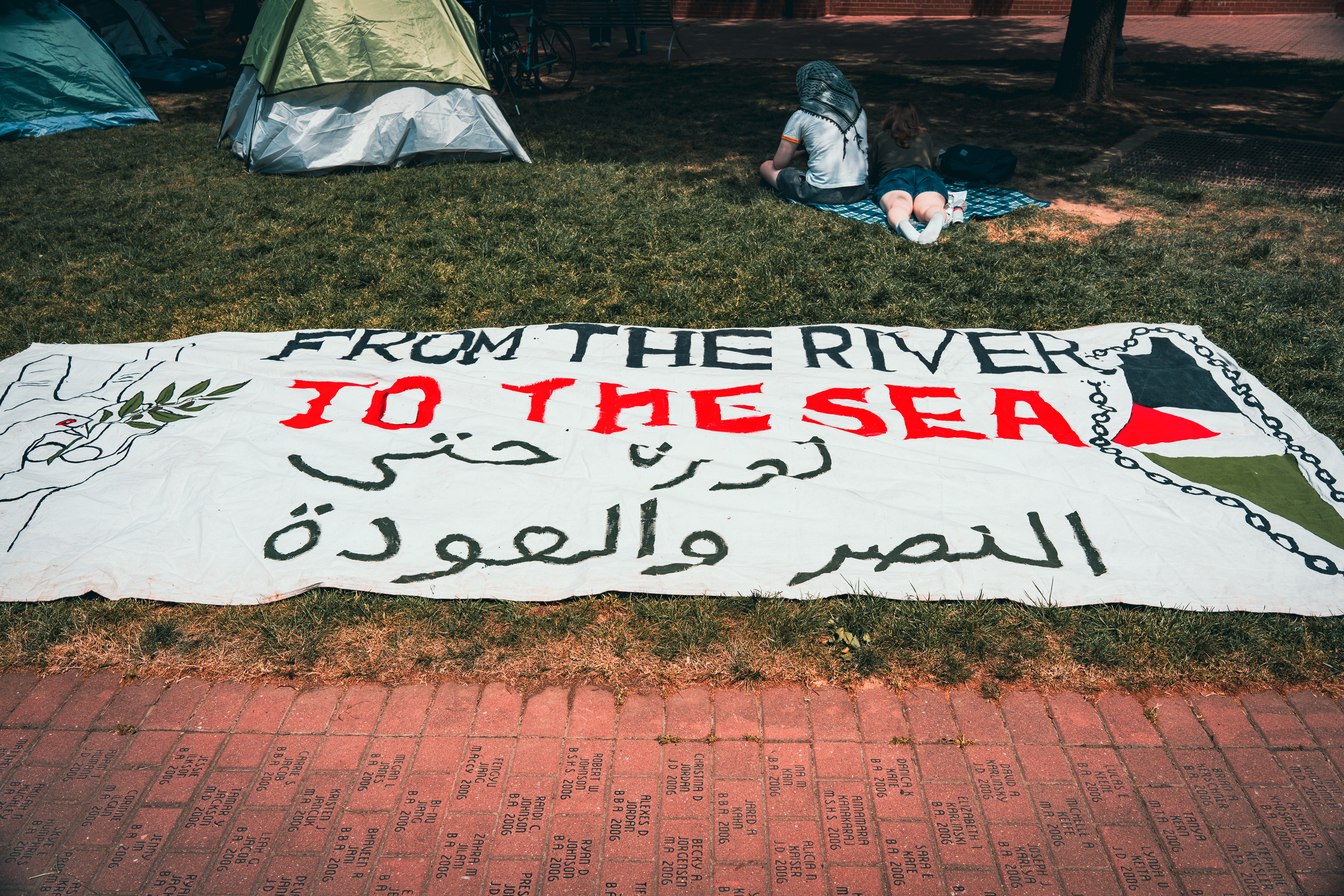
Лозунг «От реки до моря» как призыв к уничтожению Израиля. На фото — пропалестинская демонстрация в кампусе Университета Джорджа Вашингтона, апрель 2024 года

В университетских кампусах многих стран проявления левого антисемитизма стали предметом серьёзных исследований и общественных дискуссий. Антисемитизм в университетской среде часто связывают с активизмом против Израиля, бойкотными движениями и риторикой, маскирующейся под антиколониализм.
После 1960-х годов университетские движения во многих странах всё больше поддерживали антиколониальные и интернационалистские идеологии, что способствовало формированию антисионистской риторики. В XXI веке это выразилось в кампаниях за бойкот Израиля, таких как BDS (Boycott, Divestment, Sanctions), а также в проведении мероприятий вроде Israeli Apartheid Week. Исследователи отмечают, что подобная риторика нередко переходит от критики израильской политики к демонизации Израиля как государства, отрицанию его права на существование и применению двойных стандартов. Такие проявления рассматриваются как признаки современного антисемитизма.
Также распространению антисионистских и антисемитских настроений в университетах способствует финансирование Катара, который направляет средства на кафедры и программы, критикующие Израиль и поддерживающие пропалестинских активистов, таких как «Студенты за справедливость в Палестине» (SJP). По данным ряда исследований, такая поддержка усиливает антиизраильские настроения и способствует росту антисемитизма среди студентов и преподавателей. Отмечается корреляция между катарскими пожертвованиями и масштабом антисемитских инцидентов и актов насилия в кампусах.
После террористической атаки ХАМАС на Израиль 7 октября 2023 года и последовавшей войны в Газе, в университетах США, Великобритании, Канады и ряда европейских стран еврейские студенческие организации и правозащитные группы, такие как «Антидиффамационная лига» и CST, фиксировали рост антисемитских инцидентов на кампусах, связанных с пропалестинскими протестами. Аналитические центры, включая Институт стратегического диалога (англ. Institute for Strategic Dialogue), также выделяют кампусный активизм как важное поле распространения левого антисемитизма. Примеры включают оскорбительные лозунги, срыв лекций израильских учёных, угрозы студентам-евреям, а также кампании по исключению еврейских студенческих организаций из коалиций меньшинств. Наибольшим насилием сопровождались протесты в Колумбийском университете и Университете штата Орегон в Портленде, а также в Калифорнийском университете в Лос-Анджелесе, где произошли стычки между пропалестинскими и произраильскими протестующими. В частности, в Колумбийском университете отмечалась поддержка протестующими террористической организации ХАМАС и её боевого крыла, Бригад «Изз ад-Дин аль-Кассам», с призывами к ним «убить ещё солдата» израильской армии и «сжечь Тель-Авив дотла», а также характеристика участников произраильской контрдемонстрации как «евреев» и призыв к ним «возвращаться обратно в Европу» или «обратно в Польшу». НКО «Антидиффамационная лига» отметила оправдание насилия и угрожающую риторику со стороны протестующих, направленные как на Израиль и его граждан, так и на его американских сторонников (к которым, в той или иной мере, относится большинство американских евреев).

### Гарвардский университет

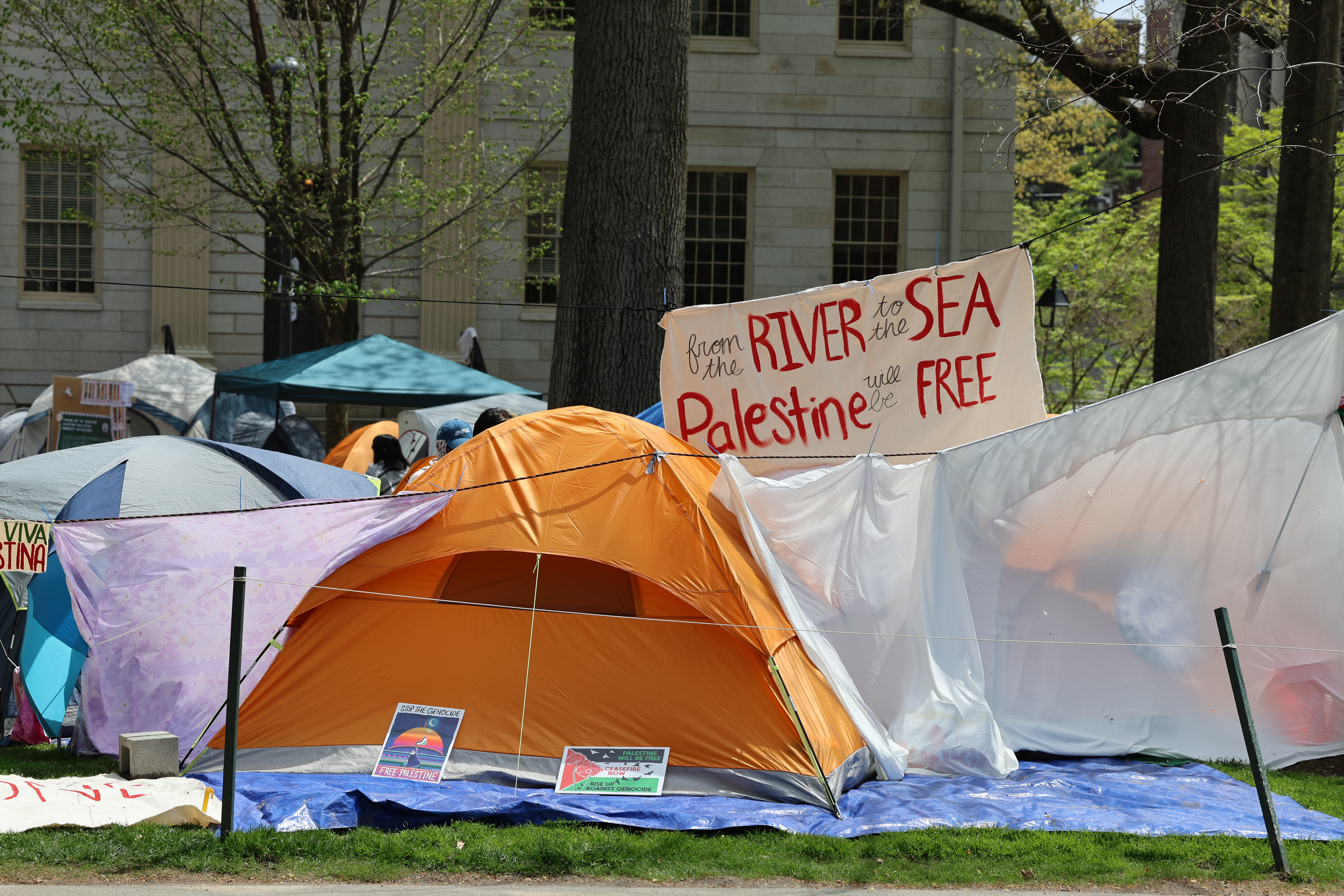
Палаточный городок в кампусе Гарварда с лозунгом «От реки до моря» как призыв к уничтожению Израиля — одной из форм проявления левого антисемитизма

С 2022 года занимает первое место по показателям проявлений антисемитизма в кампусах среди университетов по всем США. Причинами нынешнего антисемитизма в Гарвардском университете видят в том, что «учебная программа Гарварда стала сильно перекошена в сторону последних модных тенденций прогрессивных левых». Профессор Гарри Льюис в попытке анализа антисемитского кризиса отмечает, что он случился «не потому, что Гарвард принимает студентов-антисемитов или нанимает преподавателей-антисемитов». Он вводит термин англ. Unapologetic antisemitism («Непримиримый антисемитизм» или «Неизвиняющийся антисемитизм»), который, по его мнению, «независимо от того, мало ли таких случаев или много — является феноменом колледжей из-за того, чему мы учим, и того, как наши учения используются злоумышленниками». Он предлагает ввести в окне поиска каталога онлайн-курсов Гарварда слово «деколонизировать» и увидеть, что оно есть в названиях семи и описаниях 18 курсов, термины «угнетение» и «освобождение» в описаниях более чем 80 курсов, а «социальная справедливость» в более чем 100.
Такой подход формирует специфическую оптику, в которой международные конфликты рассматриваются как борьба угнетателей и угнетённых, а Израиль автоматически изображается как «колониальное и угнетающее государство».
На этом фоне тема антисемитизма в Гарварде стала предметом острой дискуссии после террористической атаки ХАМАС на Израиль 7 октября 2023 года и последовавшей войны в Газе. Споры разгорелись вокруг открытого письма студенческих организаций, в котором Израиль назывался единственным ответственным за эскалацию конфликта. Этот документ подписали более 30 студенческих групп, что вызвало резкую критику со стороны администрации, преподавателей, политиков и общественности, обвинивших его авторов в оправдании террора.
На кампусе прошли массовые пропалестинские акции, некоторые из которых сопровождались антисемитской риторикой, оскорбительными лозунгами и угрозами в адрес еврейских студентов. Сообщалось о случаях запугивания, срыва мероприятий, организованных еврейскими организациями, а также о требованиях исключить еврейские студенческие объединения из коалиций меньшинств. В ответ университетская администрация заявила о недопустимости ненавистнической риторики и необходимости обеспечения безопасности всех студентов.
В январе 2024 года президент Гарварда Клодин Гей ушла в отставку на фоне общественного давления и обвинений в недостаточной реакции на антисемитизм после её выступления в Конгрессе США, где она уклонилась от прямого осуждения призывов к геноциду евреев. Ситуация в Гарварде стала символом более широкой дискуссии о границах свободы слова, антисионизме и антисемитизме в университетской среде.

## В медиа и журналистике
Логотипы СМИ, обвинённых в левом антисемитизме за антисионистскую риторику и двойные стандарты в освещении палестино-израильского конфликта
Левый антисемитизм в СМИ часто проявляется через антисионистскую риторику, которая, по мнению критиков, демонизирует Израиль или евреев под видом критики израильской политики. После террористической атаки ХАМАС на Израиль 7 октября 2023 года ряд западных СМИ, включая BBC, The New York Times и The Guardian, подверглись критике за предвзятое освещение палестино-израильского конфликта, с двойными стандартами к Израилю и недостаточным акцентом на военных преступлениях ХАМАС.
Еврейские организации, включая Board of Deputies of British Jews, Jewish Leadership Council и Community Security Trust, обвинили BBC в «институциональной враждебности» к Израилю, ссылаясь на отчёт Дэнни Коэна и Рут Дич. Анализ 9 миллионов слов выявил 1553 нарушения редакционных стандартов, включая ассоциацию Израиля с военными преступлениями в 4 раза чаще, чем ХАМАС, и с «геноцидом» — в 14 раз чаще. В 2021 году BBC ошибочно сообщила об антимусульманских оскорблениях со стороны жертв антисемитского нападения в Лондоне. В 2023 году BBC получила около 1500 жалоб за использование термина «террористы» в кавычках для ХАМАС, что воспринималось как смягчение их действий. Более 200 сотрудников и подрядчиков BBC подписали письмо, обвиняющее корпорацию в «институциональном антисемитизме» из-за освещения конфликта и нарушений правил соцсетей. Однако отчёт Малкольма Балена (2003) не нашёл систематической антиизраильской предвзятости в BBC, что подтверждают левые еврейские группы, такие как Jewish Voice for Labour.
The New York Times критиковали за антисионистскую риторику и двойные стандарты. В 2019 году газета опубликовала карикатуру, изображавшую Биньямина Нетаньяху собакой-поводырём Дональда Трампа, что Anti-Defamation League сочла антисемитским. NYT извинилась и прекратила публиковать карикатуры в международном издании. Исследование 2022 года показало, что NYT чаще использовала термины «апартеид» (39 раз) и «колониализм» (16 раз) в отношении Израиля, чем термин «террористическая организация» для ХАМАС (13 раз). В 2025 году репортаж о «голоде» в Газе с изображением ребёнка с церебральным параличом и генетическими заболеваниями вызвал протесты за отсутствие медицинского контекста. NYT опубликовала исправление после критики израильских властей.
The Guardian обвиняют в антисионистской предвзятости за сравнение Израиля с апартеидной Южной Африкой (2006) и заголовки, утверждающие, что израильские силы «убивают безнаказанно». В 2023 году статья, называющая действия Израиля «оружием Холокоста», была названа «грубой» Советом депутатов британских евреев. Критики также осудили статью, оправдывающую антисемитизм в Лейбористской партии.
Швейцарская левая газета WOZ Die Wochenzeitung подвергалась критике за сравнение политики Израиля с нацистским «окончательным решением».

## Левый антисемитизм в сферах активизма

### Экоактивизм

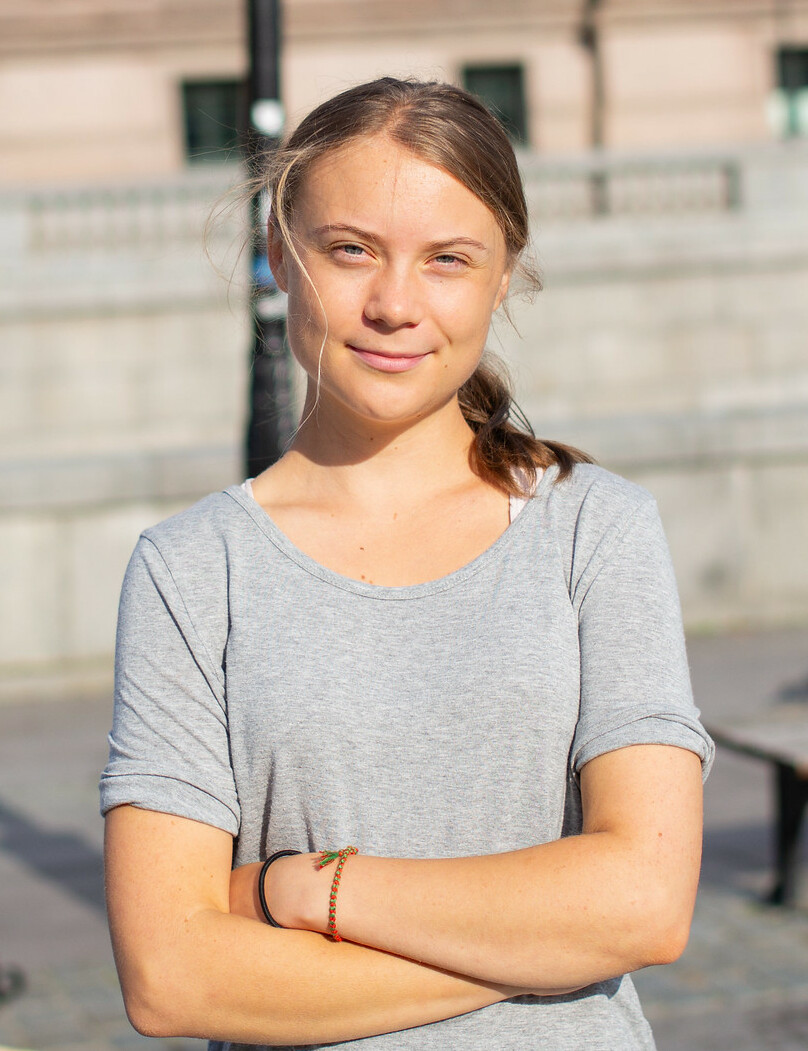
Шведская экоактивистка Грета Тунберг, критикуемая за проявление левого антисемитизма

Левый антисемитизм среди экоактивистов стал предметом обсуждения в XXI веке, особенно после того, как некоторые климатические движения начали активно поддерживать пропалестинские инициативы, что привело к обвинениям в антиизраильской риторике, переходящей в антисемитизм. Шведская экоактивистка Грета Тунберг, лидер движения Fridays for Future (FFF), оказалась в центре споров из-за её высказываний и действий в поддержку Палестины, которые вызвали раскол в климатическом движении и критику со стороны еврейских организаций. После террористической атаки ХАМАС на Израиль 7 октября 2023 года Тунберг призвала к «забастовке солидарности с Палестиной и Газой» в социальной сети X, опубликовав фото с плакатом «Поддерживаю Газу». Эти действия привели к тому, что Министерство образования Израиля исключило упоминания о Тунберг из школьных программ, заявив, что она «не может служить примером для подражания». Около ста израильских экоактивистов осудили её за недостаточное осуждение атак ХАМАС, в результате которых погибло около 1200 человек. В Германии уполномоченный по вопросам антисемитизма Феликс Кляйн раскритиковал Тунберг за её заявления на климатической демонстрации в Амстердаме в ноябре 2023 года, обвинив её в нанесении ущерба репутации климатического движения. Американская организация StopAntisemitism в сентябре 2024 года назвала Тунберг «антисемиткой недели» за участие в пропалестинском митинге в Копенгагене, где она скандировала лозунг «сокрушим сионизм» и призывала к разрыву связей с Израилем, включая программы по климатическому сотрудничеству. Эти события вызвали раскол в движении Fridays for Future: немецкое отделение во главе с Луизой Нойбауэр дистанцировалось от Тунберг, обвиняя её в радикализации и недостаточном осуждении жертв ХАМАС. Критики, такие как эксперт по радикальным движениям Беттина Рель, утверждают, что Тунберг и подобные активисты стали инструментом манипуляции для антиизраильских сил, включая Иран, усиливая левый антисемитизм под видом климатической справедливости. Несмотря на споры, Тунберг продолжает связывать климатическую справедливость с палестинским вопросом, заявляя, что «без прав человека нет климатической справедливости». В июне 2025 года Тунберг была депортирована из Израиля после попытки доставить гуманитарную помощь в сектор Газа на яхте «Мадлин» в рамках «Флотилии свободы», что она назвала «похищением» израильскими военными в международных водах.

### ЛГБТ-активизм
Лозунги ЛГБТ-активистов, упоминаемые в контексте левого антисемитизма
Несмотря на традиционную поддержку ЛГБТ-сообщества еврейскими организациями, включая сионистские, в 2020-х годах в западных странах участились случаи антисионизма и левого антисемитизма среди ЛГБТ-активистов. Этот рост связан с усилением глобальных протестных движений и популяризацией деколонизационной риторики, в которой Израиль рассматривается как символ угнетения. В рамках солидарности с палестинским движением и BDS активисты часто обвиняют Израиль в «пинквошинге» — использовании прав ЛГБТ для отвлечения внимания от нарушений прав человека. Например, на Чикагском дайк-марше в 2017 году трое участников были исключены за ношение радужных флагов со звездой Давида, что вызвало протесты со стороны еврейских ЛГБТ-организаций. По мнению Алана Дершовица, кампания по обвинению Государства Израиль в пинквошинге — обычное проявление антисемитизма, приписывающего любым, даже самым лучшим поступкам евреев обязательно дурные мотивы.

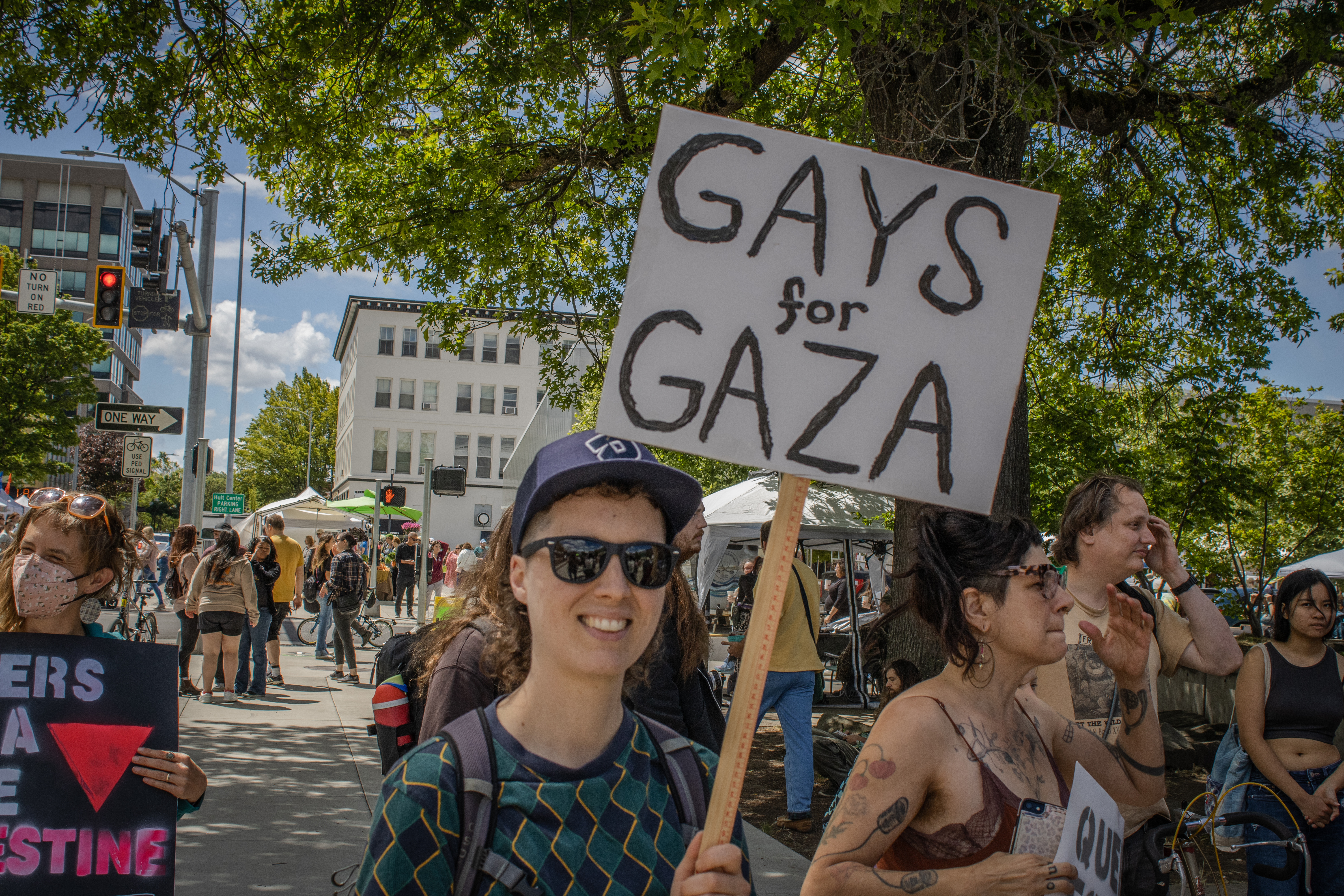
Пропалестинский лозунг «Gays for Gaza», который премьер-министр Израиля Биньямин Нетаньяху сравнивает с лозунгом «Chickens for KFC»

Особое внимание привлекают лозунги вроде «Gays for Gaza» и движение «Queers for Palestine», которые стали популярны на протестах и в социальных сетях, особенно после террористической атаки ХАМАС на Израиль 7 октября 2023 года. Эти инициативы выступают в поддержку палестинской повестки, однако игнорируют тот факт, что в секторе Газа, контролируемом ХАМАС, гомосексуальность остаётся уголовно наказуемой, а ЛГБТ-лица сталкиваются с систематической дискриминацией и насилием, согласно отчётам Human Rights Watch, в частности гомосексуальные палестинцы часто ищут убежища в Израиле, опасаясь за свою жизнь, и особенно опасаясь убийства собственными родственниками. В то же время Израиль остаётся единственной страной Ближнего Востока с правовым признанием однополых пар, а Тель-Авив считается одним из наиболее ЛГБТ-дружественных городов мира. Премьер-министр Израиля Биньямин Нетаньяху в своей речи перед Конгрессом США 24 июля 2024 года резко раскритиковал подобные лозунги, заявив: «Некоторые из этих протестующих держат плакаты с надписью „Gays for Gaza“. Они с тем же успехом могли бы держать плакаты „Chickens for KFC“». Эта фраза подчёркивает противоречие между риторикой активистов и реальной ситуацией с правами ЛГБТ в Газе, где ХАМАС преследует гомосексуалов, а также парадоксальность таких лозунгов.
В декабре 2024 года под давлением пропалестинских сторонников пинквошинга, на международном кинофестивале в Бельгии был отменён показ французского документального фильма La Belle de Gaza о трансгендерной женщине из Газы, которая пробежала пешком 70 километров до израильской границы, спасаясь от преследования со стороны ХАМАС.

## В культуре

### Кинематограф и визуальные медиа
В 1970—1980-х годах кинематограф стран социалистического блока (СССР, ГДР, Куба) изображал Израиль как инструмент западного империализма, а палестинские движения — как борцов за свободу. Советский фильм «Тайное и явное» (1973) обвинял сионизм в сговоре с нацизмом, что критики назвали вершиной антисемитской пропаганды после Шестидневной войны. В ГДР кинокомпания DEFA создавала антисионистские документальные фильмы для зарубежной аудитории, включая страны Африки и Ближнего Востока. Пример — фильм «Дети Палестины» (1980), показывающий жизнь палестинских беженцев в ливанских лагерях и военную подготовку молодёжи ФАТХ как национально-освободительную борьбу, без упоминания палестинского терроризма. Современный левый антисемитизм в кинематографе проявляется в документальных фильмах, демонизирующих Израиль без контекста действий ХАМАС или других террористических групп. Фильм «5 разбитых камер» (2011) Эмада Бурната и Гая Давиди, номинированный на «Оскар», критиковался за одностороннее изображение ЦАХАЛ как угнетателя. «Израилизм» (2023) представляет сионизм как форму угнетения, игнорируя арабскую агрессию и отказ от мирных предложений. Фильм «Газа борется за свободу» (2019) Эбби Мартин обвиняет Израиль в систематическом насилии, умалчивая о роли ХАМАС в эскалации конфликта.

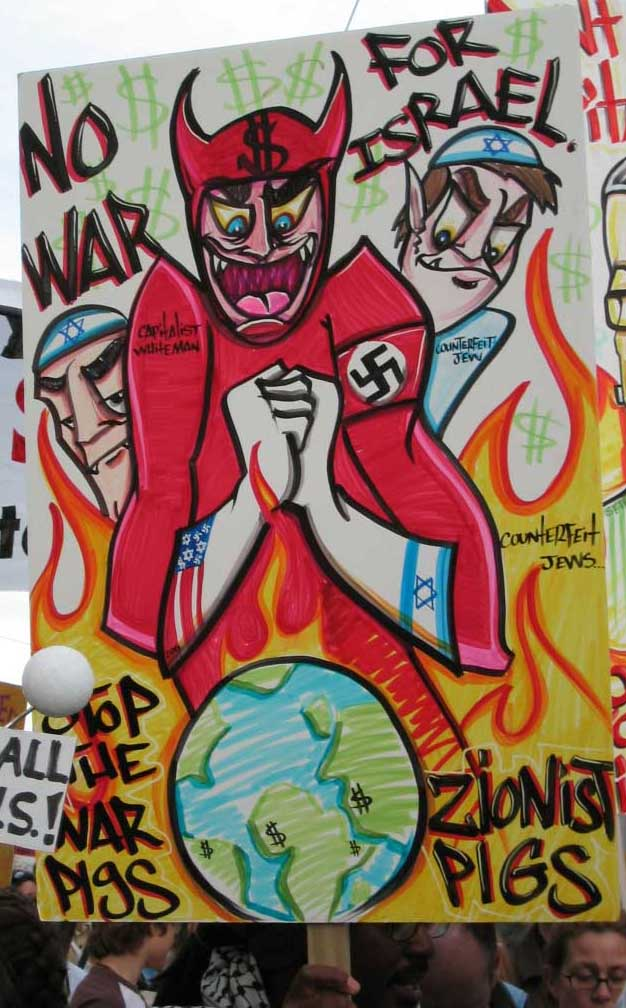
Плакат, изображающий евреев с клыками, нацистской символикой и флагами США и Израиля как пример левого антисемитизма. Фото сделано на пропалестинской демонстрации в Сан-Франциско в 2003 году

Визуальные образы играют ключевую роль в распространении антисемитских нарративов. Советская пропаганда использовала образы «сиониста» как кукловода или паука, контролирующего мир, унаследовав антисемитские штампы. Пример — карикатура 1972 года с паукообразной фигурой, носящей звезду Давида, и надписью «Сионизм — оружие империализма!». Современные левые карикатуры и граффити часто воспроизводят стереотипы о еврейском контроле над финансами и медиа, уходящие корнями в средневековые и нацистские образы. Исследователь современного левого антисемитизма Изабелла Табаровски отмечает, что такие образы продолжают влиять на левую антисионистскую риторику, усиливая антисемитские нарративы.
Карикатуры Карлоса Латуффа, которые сравнивают Израиль с нацистской Германией, как проявление левого антисемитизма
Современную критику вызывает бразильский карикатурист Карлос Латуфф, чьи левые антиглобалистские иллюстрации по палестино-израильскому конфликту обвиняются в антисемитской символике. Карикатуры Латуффа, сравнивающие Израиль с нацистской Германией, были названы антисемитскими некоторыми правозащитными организациями и учеными, включая Дэвида Хирша. В заявлении организации Community Security Trust отмечается, что «Латуфф изображает Израиль, израильских политиков и армию как чудовищ, „рожденных убивать“, что неизбежно демонизирует всех израильтян». В 2013 году Центр Симона Визенталя поместил Карлоса Латуффа третьим в списке «десяти самых ярых антисемитов» 2012 года.

#### В Голливуде
Террористическая атака ХАМАС на Израиль 7 октября 2023 года, ставшая крупнейшим массовым убийством евреев со времён Холокоста, спровоцировала рост антисемитизма в Голливуде, часто связанного с антиизраильской риторикой.
На церемонии «Оскар» 2024 антисемитские настроения проявились в пропалестинских протестах, перекрывших Голливуд и вызвавших хаос. Режиссёр Джонатан Глейзер при вручении ему награды за лучший фильм на иностранном языке «Зона интересов» обвинил евреев в войне с Газой, что было встречено бурными аплодисментами присутствующих, при этом ни разу не упомянув о еврейских заложниках и изнасилованиях жертв. Его речь была осуждена более чем 450 еврейскими деятелями Голливуда за искажение истории и легитимацию антисемитизма. Министр Амихай Шикли назвал Глейзера «очередным полезным идиотом, который воткнул нож в спину своего народа и в спины женщинам, которых изнасиловали, а затем выстрелили им в голову, и детям, зарезанным в своих кроватях, и целым семьям, сожженным заживо». Знаменитости, включая Билли Айлиш и Марк Руффало, носили красные значки Artists4Ceasefire, ассоциируемые с линчеванием в Рамалле 2000 года, что вызвало протесты произраильской группы The Brigade. Актриса Сьюзан Сарандон была исключена из United Talent Agency после участия в пропалестинском митинге, где поддержала лозунг «От реки до моря».
Галь Гадот, открыто поддерживающая Израиль, столкнулась с критикой от пропалестинских активистов, включая коллегу по фильму «Белоснежка» Рэйчел Зеглер, и протестами на церемонии открытия её звезды на Аллее славы в 2025 году. Некоторые участники акции держали плакаты с лозунгами «Heroes fight like Palestinians» (рус. Герои сражаются, как палестинцы) и скандировали «Shame on Gal Gadot» (рус. Позор Галь Гадот). Полиция вмешалась после попытки вырвать израильский флаг у одного из участников. Многие знаменитости, такие как Эми Шумер и Ноа Шнапп, удалили произраильские посты из-за угроз, тогда как Маим Бялик продолжила борьбу с антисемитизмом, несмотря на давление.
Фильмы «Октябрьская ненависть» об антисемитизме в кампусах и «Мы снова будем танцевать» о резне на фестивале «Нова» не были номинированы на «Оскар» 2025 года, а Международная ассоциация документального кино отказалась от рекламы последнего, что подчёркивает предвзятость в отборе, связанную с антиизраильскими настроениями.

### Музыка и сценическое искусство
Левый антисемитизм в музыкальной индустрии проявляется через антиизраильскую риторику, символику и институциональные практики, часто переходя от критики политики Израиля к демонизации еврейской идентичности. Один из наиболее известных примеров — фронтмен группы Pink Floyd Роджер Уотерс, активный сторонник движения BDS. Он неоднократно сравнивал политику Израиля с режимом нацистской Германии, утверждая, что «параллели… поразительно очевидны» (англ. The parallels… are so crushingly obvious). Во время тура The Wall (2010—2013) на сцене появлялась надувная свинья с звездой Давида, что Антидиффамационная лига и Центр Симона Визенталя осудили как антисемитскую метафору. В 2023 году Уотерс выступил в Берлине в костюме, напоминающем форму СС, с имитацией стрельбы, а на экране показывали имена жертв, включая Анну Франк, что вызвало обвинения в «отрицании Холокоста» и расследование полиции Германии. 14 еврейских организаций, включая ADL и World Jewish Congress, призвали лейбл BMG разорвать контракт с Уотерсом за «разжигание ненависти». Министерство иностранных дел Израиля осудило его шоу в Берлине, назвав использование образов «оскорбительным по отношению к памяти Анны Франк и шести миллионам погибших евреев».
В 2025 году широкую огласку получило выступление британской панк-рэп группы Bob Vylan на фестивале Glastonbury. Во время концерта фронтмен призвал публику скандировать лозунг «Death, death to the IDF» (рус. Смерть, смерть Армии обороны Израиля), что вызвало осуждение со стороны премьер-министра Великобритании Кира Стармера, расследование полиции и извинения со стороны BBC за трансляцию выступления.
Согласно статье The Jewish Chronicle от 6 мая 2025 года, левый антисемитизм стал «нормой» в музыкальной индустрии Великобритании. В качестве примера приводится история израильского музыкального продюсера Итая Кашти, которого заманили в дом в Уэльсе, где подвергли физическому насилию. В переписке нападавшие обсуждали его как «не просто продюсера, а еврея» (англ. He’s not just a producer, he’s a Jew). Сам Кашти заявил, что стал для них «воплощением всего, что они ненавидят». В той же статье рассматривается деятельность ирландской группы Kneecap, участники которой выражали публичную поддержку ХАМАС и Хезболлы после террористической атаки на Израиль 7 октября 2023 года. Несмотря на это, коллектив получил государственное финансирование и продолжает выступать на крупных площадках. Заявления группы были восприняты критиками как пример легитимации терроризма в рамках левой музыкальной сцены.

#### На «Евровидении»
Кампания BDS с обвинением в «артвошинге» и призывом бойкотировать Евровидение-2019 в Тель-Авиве, как пример левого антисемитизма
Участие Израиля в конкурсе песни «Евровидение» неоднократно становилось объектом политических протестов и призывов к бойкоту, особенно со стороны левых и прогрессивных движений. В 2019 году, когда конкурс проходил в Тель-Авиве после победы Нетты Барзилай в 2018 году, ряд левых и пропалестинских активистов, включая сторонников BDS, призывали к бойкоту мероприятия, обвиняя Израиль в «оккупации» и «пинквошинге» (использовании ЛГБТ-культуры для отвлечения внимания от конфликта). Эти призывы сопровождались лозунгами, которые критики сочли антисемитскими, такими как обвинения Израиля в «геноциде». Известным примером стало выступление исландской группы Hatari на Евровидении-2019 с демонстрацией палестинских флагов во время объявления результатов зрительского голосования.

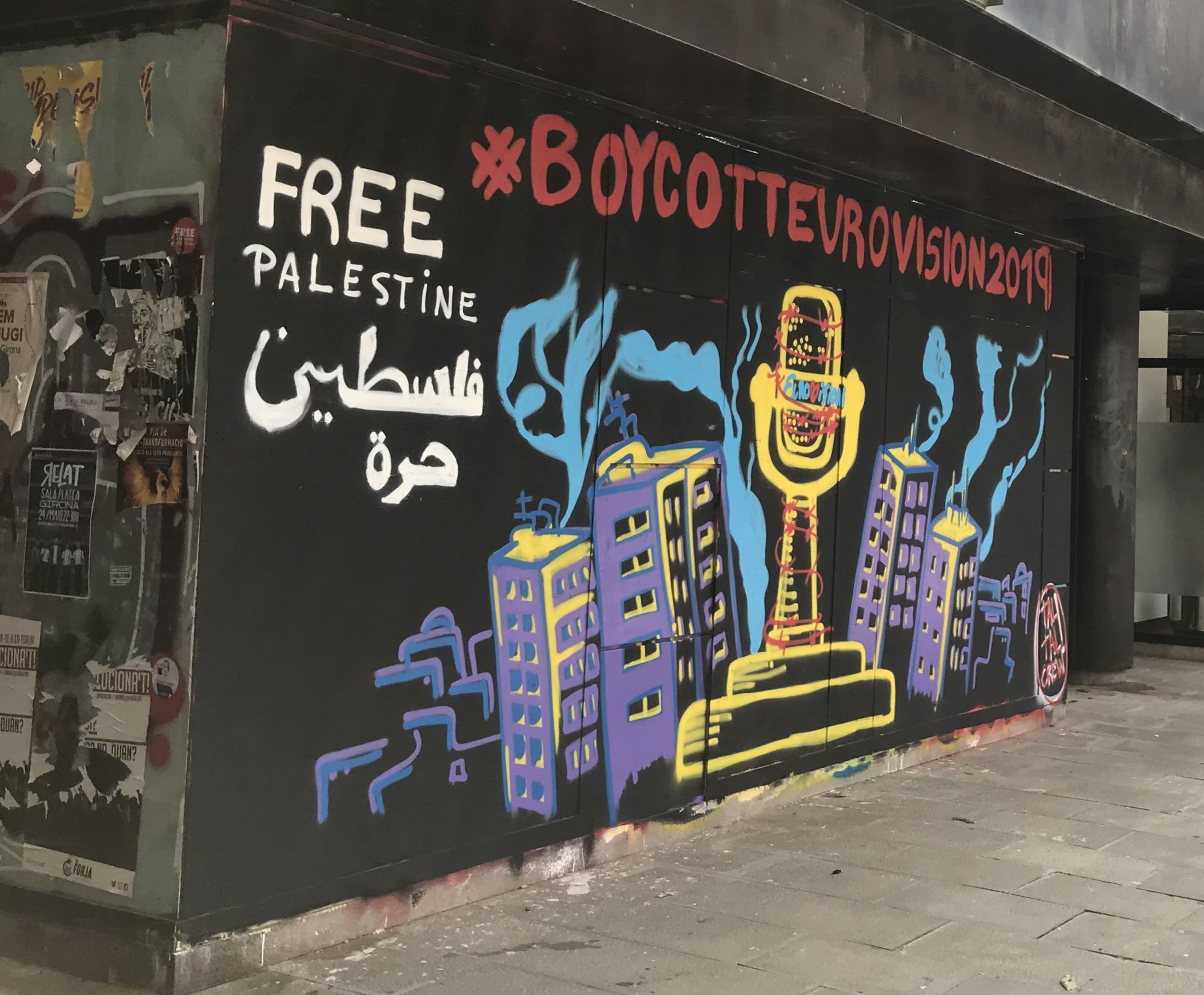
Граффити в Жироне с пропалестинскими лозунгами и призывом бойкотировать Евровидение-2019 в Израиле

В 2024 году в шведском Мальмё протесты против участия Израиля, представленного Эден Голан с песней «Hurricane», достигли пика на фоне войны в Газе, начавшейся после террористической атаки ХАМАС 7 октября 2023 года. Пропалестинские активисты, включая левые группы и экоактивистку Грету Тунберг, организовали демонстрации, призывая к исключению Израиля из конкурса. В протестах также принимали участие ЛГБТ-организации Queers in Palestine, Queers for Palestine и Queer Coalition for Palestine, по их мнению участие Израиля в конкурсе было попыткой «пинквошинга», «вайтвошинга» и «артвошинга» его политики «апартеида» и якобы «геноцида» против палестинцев. Некоторые лозунги, такие как «От реки до моря», интерпретировались как антисемитские по определению IHRA, вызвав осуждение со стороны еврейских организаций. Европейский вещательный союз сохранил участие Израиля, подчеркнув аполитичность конкурса, но протесты сопровождались усилением мер безопасности.

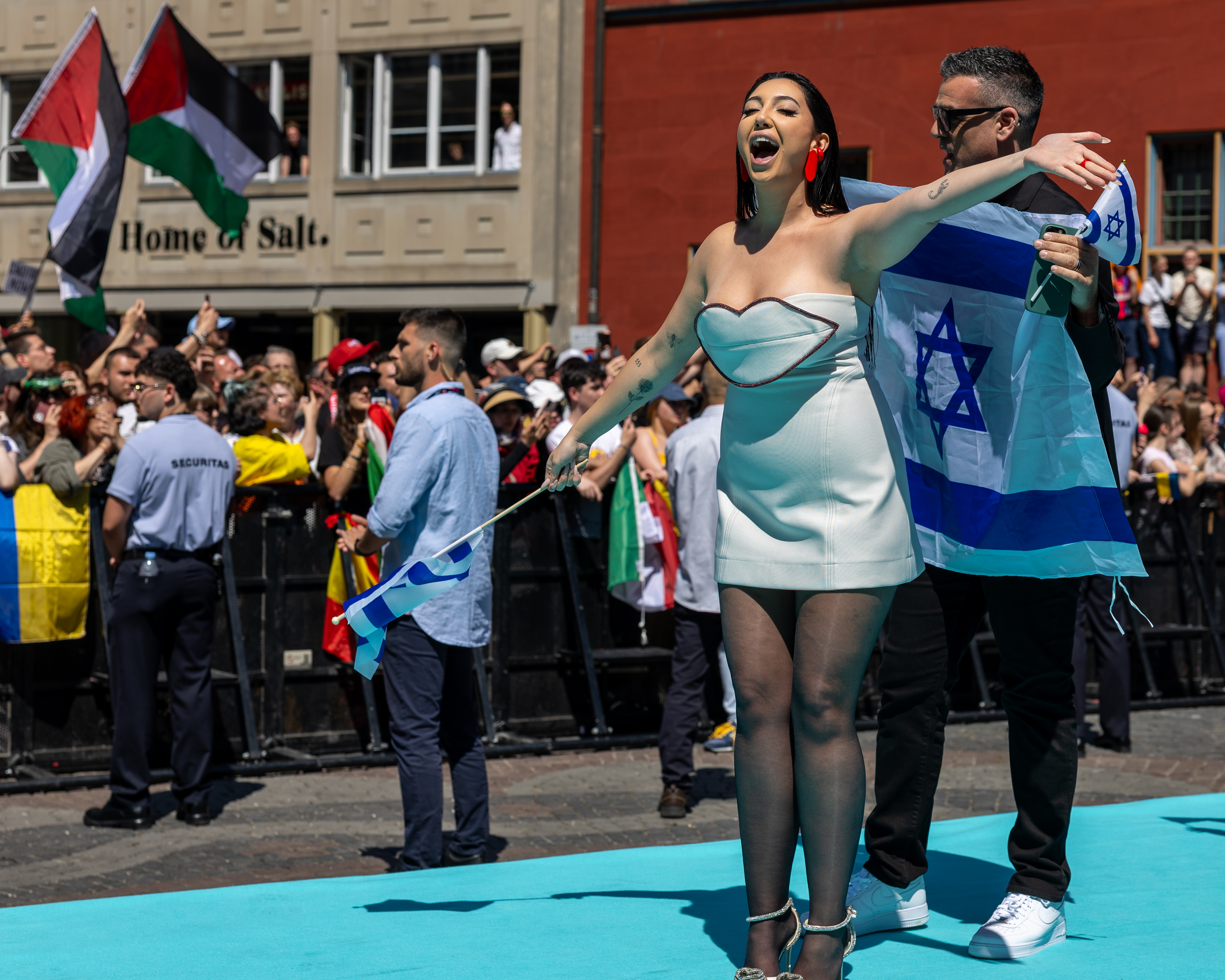
Юваль Рафаэль вместе с израильской делегацией на фоне пропалестинской демонстрации во время церемонии открытия конкурса песни «Евровидение» на «бирюзовой дорожке» в Базеле, 11 мая 2025 года

Во время Евровидения-2025, проходившего в швейцарском Базеле, участие израильской певицы Юваль Рафаэль также вызвало протесты пропалестинских активистов. При входе на арену один из участников митинга сделал певице угрожающий жест «перерезания горла», что было зафиксировано на видео. Израильская делегация сообщила об этом организаторам, которые осудили угрозы и призвали все стороны к уважению и деэскалации. Пропалестинские протестующие дважды пытались сорвать её выступление, а испанские и бельгийские вещатели сопровождали её номер враждебными комментариями. Премьер-министр Испании Педро Санчес, лидер Испанской социалистической рабочей партии, 14 мая 2025 года обвинил Израиль в «геноциде», а через пять дней после этого призвал к исключению страны из конкурса Евровидение, заявив о «солидарности с палестинским народом». Эти заявления, по мнению критиков, включая Combat Antisemitism Movement, усилили антисемитские настроения.

## Противодействие левому антисемитизму
Борьба с проявлениями левого антисемитизма ведётся на национальном и международном уровнях, в том числе в рамках более широких программ противодействия антисемитизму в целом. В 2016 году Международный альянс в память о Холокосте (IHRA) принял рабочее определение антисемитизма, которое было одобрено рядом стран и международных организаций, включая Европейский парламент и Организацию по безопасности и сотрудничеству в Европе (ОБСЕ). Определение используется для выявления левых форм антисемитизма, включая антисионистские высказывания, отрицающие право Израиля на существование. Ряд еврейских и правозащитных организаций, включая Антидиффамационную лигу, American Jewish Committee и Community Security Trust, ведут мониторинг антисемитской риторики в левом политическом спектре, публикуют отчёты и участвуют в образовательных кампаниях.

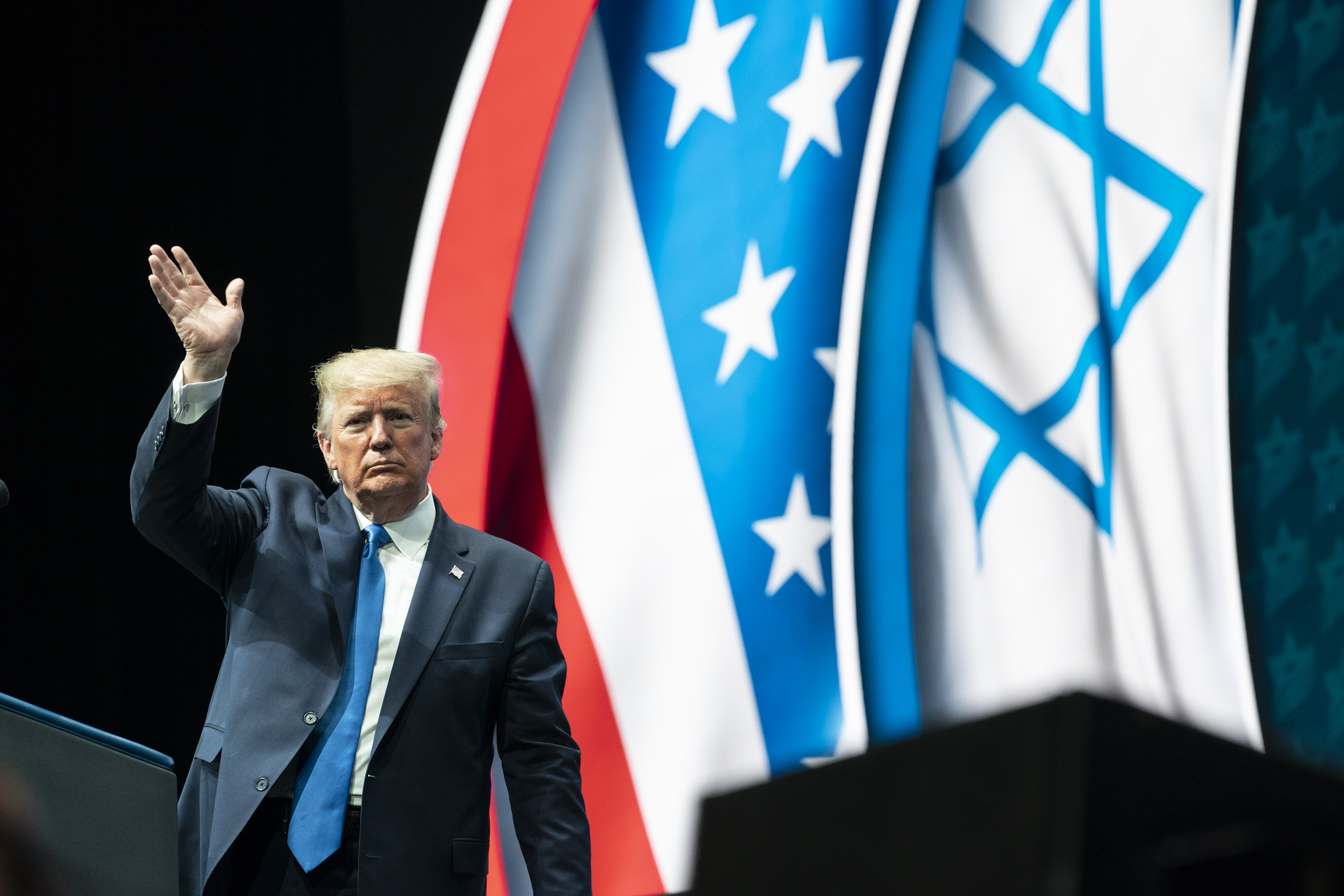
Президент США Дональд Трамп выступает с речью на Национальном саммите Израильско-американского совета, 7 декабря 2019 года

Администрация президента США Дональда Трампа (2017—2021, с 2025) предприняла ряд мер для борьбы с антисемитизмом, включая действия, направленные на левоориентированные проявления. 11 декабря 2019 года Трамп подписал Исполнительный указ 13899 «О борьбе с антисемитизмом», который расширил применение Закона о гражданских правах 1964 года (Раздел VI) для защиты еврейских студентов от дискриминации в учебных заведениях, включая случаи, связанные с антисионистской риторикой, классифицируемой как антисемитизм. 29 января 2025 года Трамп подписал Исполнительный указ 14188 «Дополнительные меры по борьбе с антисемитизмом», усиливающий меры против антисемитизма на кампусах после террористической атаки ХАМАС на Израиль 7 октября 2023 года. Указ требовал от федеральных ведомств в течение 60 дней представить отчеты о мерах по борьбе с антисемитизмом, включая инвентаризацию жалоб и судебных дел, связанных с антисемитскими инцидентами на кампусах. Особое внимание уделялось мониторингу активности иностранных студентов и сотрудников, с возможностью их депортации за участие в протестах, классифицируемых как антисемитские. Указ также поддерживал расследования в отношении 60 колледжей и университетов за предполагаемые нарушения прав еврейских студентов. Проект «Эстер» (Project Esther), разработанный Heritage Foundation, стал одним из идеологических оснований политики Трампа. Проект классифицирует антисионистские протесты как поддержку ХАМАС и предлагал меры, включая депортацию иностранных студентов и сокращение финансирования университетов.

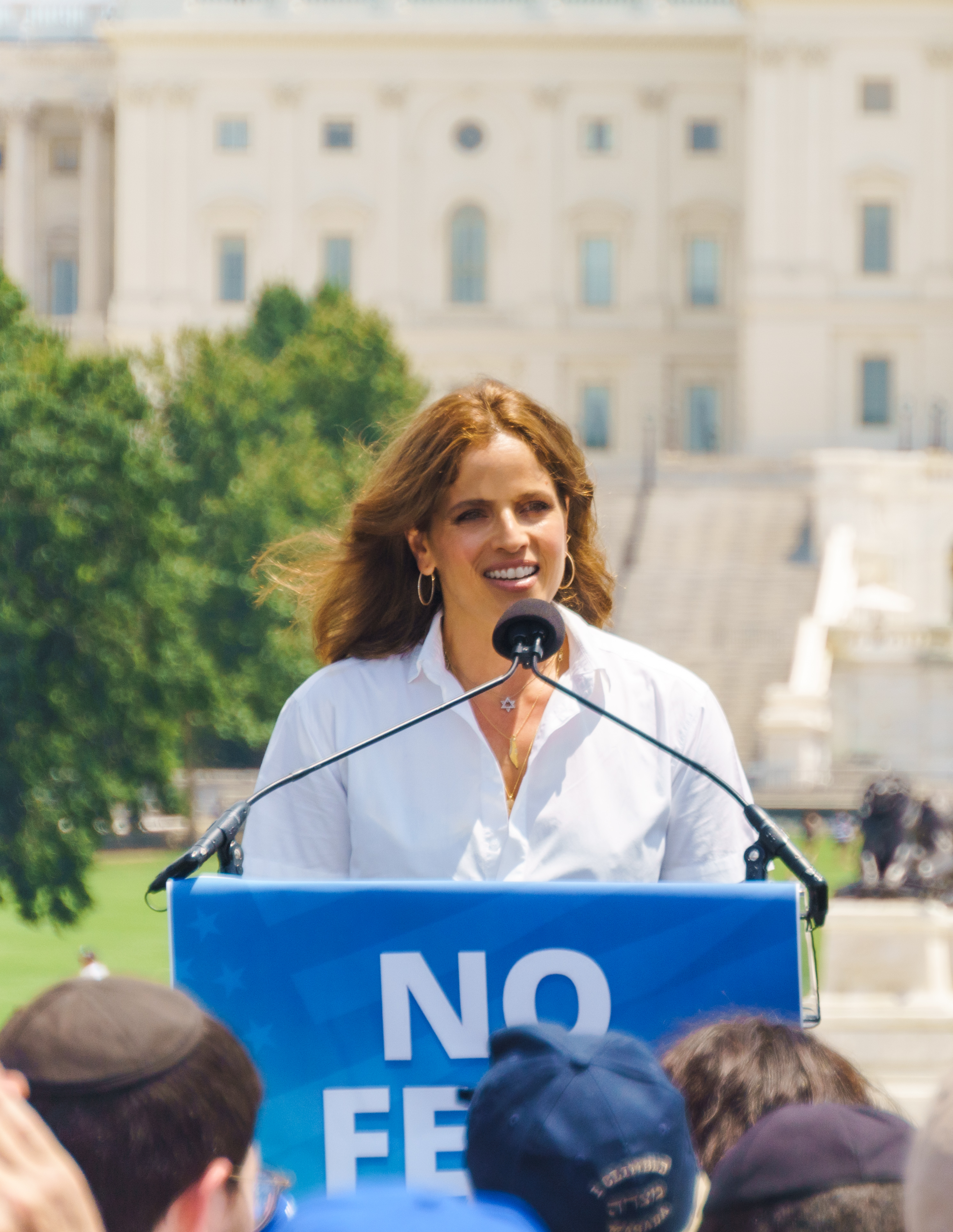
Израильская актриса и активистка Ноа Тишби выступает с речью на митинге возле Капитолия в знак солидарности с еврейским народом, 11 июля 2021 года

Израильская актриса и активистка Ноа Тишби активно выступает против левостороннего антисемитизма в социальных сетях, особенно на платформах Instagram и X, где у нее значительная аудитория. С 2020 года Тишби публикует контент, объясняющий историю Израиля, опровергающий антисемитские нарративы и разграничивающий критику израильской политики от антисемитизма. В 2021 году Тишби выпустила книгу Israel: A Simple Guide to the Most Misunderstood Country on Earth, которая стала популярным ресурсом для просвещения о конфликте и борьбе с дезинформацией. Тишби также организовала онлайн-кампании, такие как #StandWithIsrael, и участвовала в публичных дискуссиях, критикуя левые движения, включая BDS (Boycott, Divestment, Sanctions), за использование антисемитских тропов. Ее работа получила поддержку со стороны произраильских организаций, но вызвала критику со стороны пропалестинских активистов, которые обвиняют ее в подавлении легитимной критики Израиля. В 2023 году Тишби была назначена специальным посланником Израиля по борьбе с антисемитизмом, что усилило ее влияние в этой сфере. В 2024 году в соавторстве с Эммануэлем Ачо вышла книга Uncomfortable Conversations with a Jew, в которой значительное внимание уделено разбору антисемитизма в леволиберальной среде и пересечению этой темы с современными антиколониальными и антирасистскими дискурсами.